# 戸隠村
戸隠村（とがくしむら）は、かつて長野県上水内郡に存在した村。長野県の北部、戸隠山の麓に位置していた。2005年（平成17年）1月1日に長野市へ編入され消滅した。現在、長野市のうち町・字名に戸隠を冠している区域が旧戸隠村の区域である。最盛期には、人口が10000人ほどあったが、現在は4000人ほどに落ち込んでおり、過疎地域に指定されていた。

## 地理
長野県の北西部に位置する。村域は東西方向に9.9キロメートル、南北に20.1キロメートルで、総面積は132.76平方キロメートルである。
- 山：戸隠山、飯綱山（飯縄山）、高妻山、乙妻山
- 川：裾花川、楠川、鳥居川
- 湖沼：鏡池、小鳥ヶ池、水源池、三笠湖
- 気象[1]
  - 年間平均気温：8.8℃
  - 平均降水量：1,253mm
  - 積雪：0.5 - 2m。北へ行くほど多くなる。

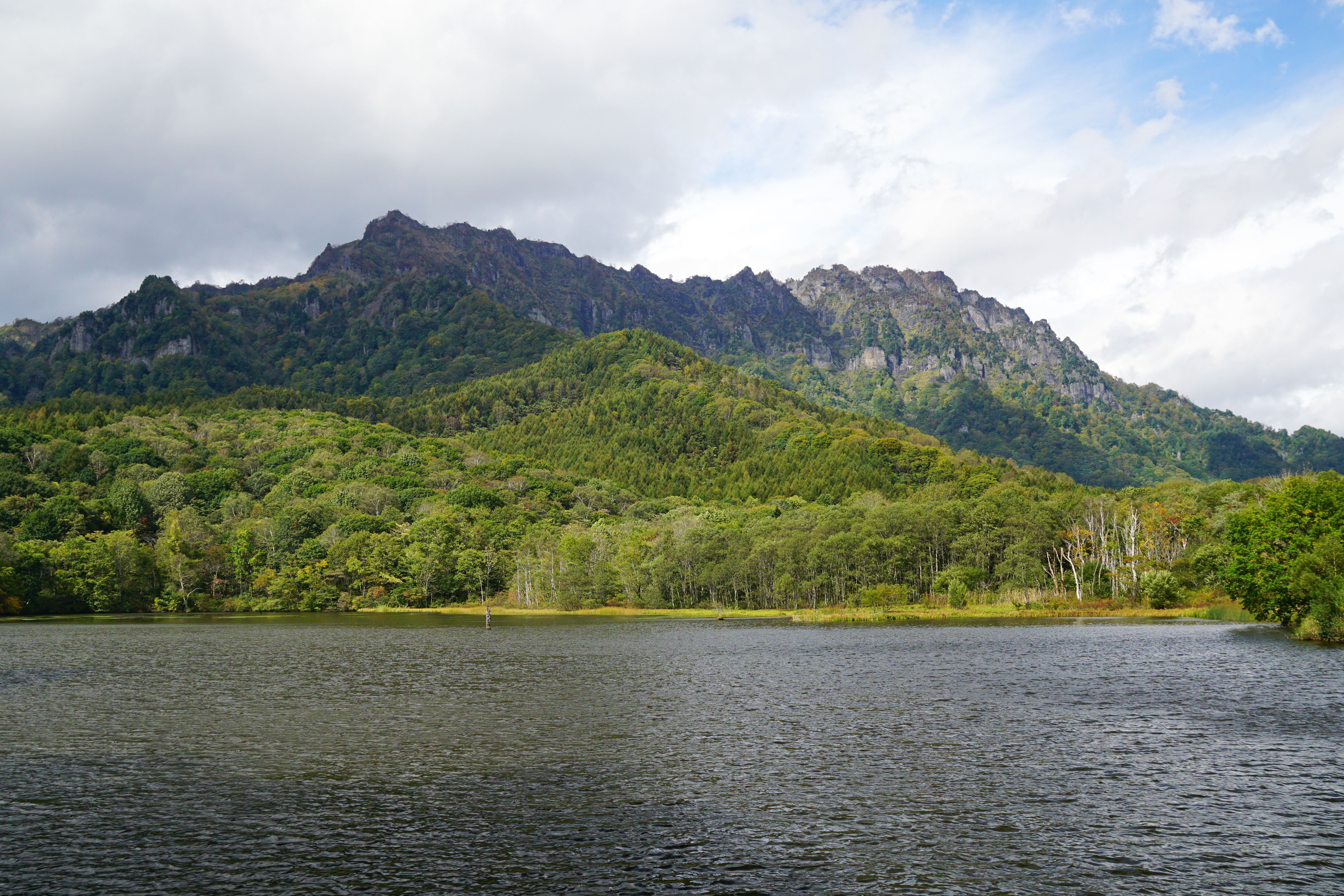
戸隠山と鏡池
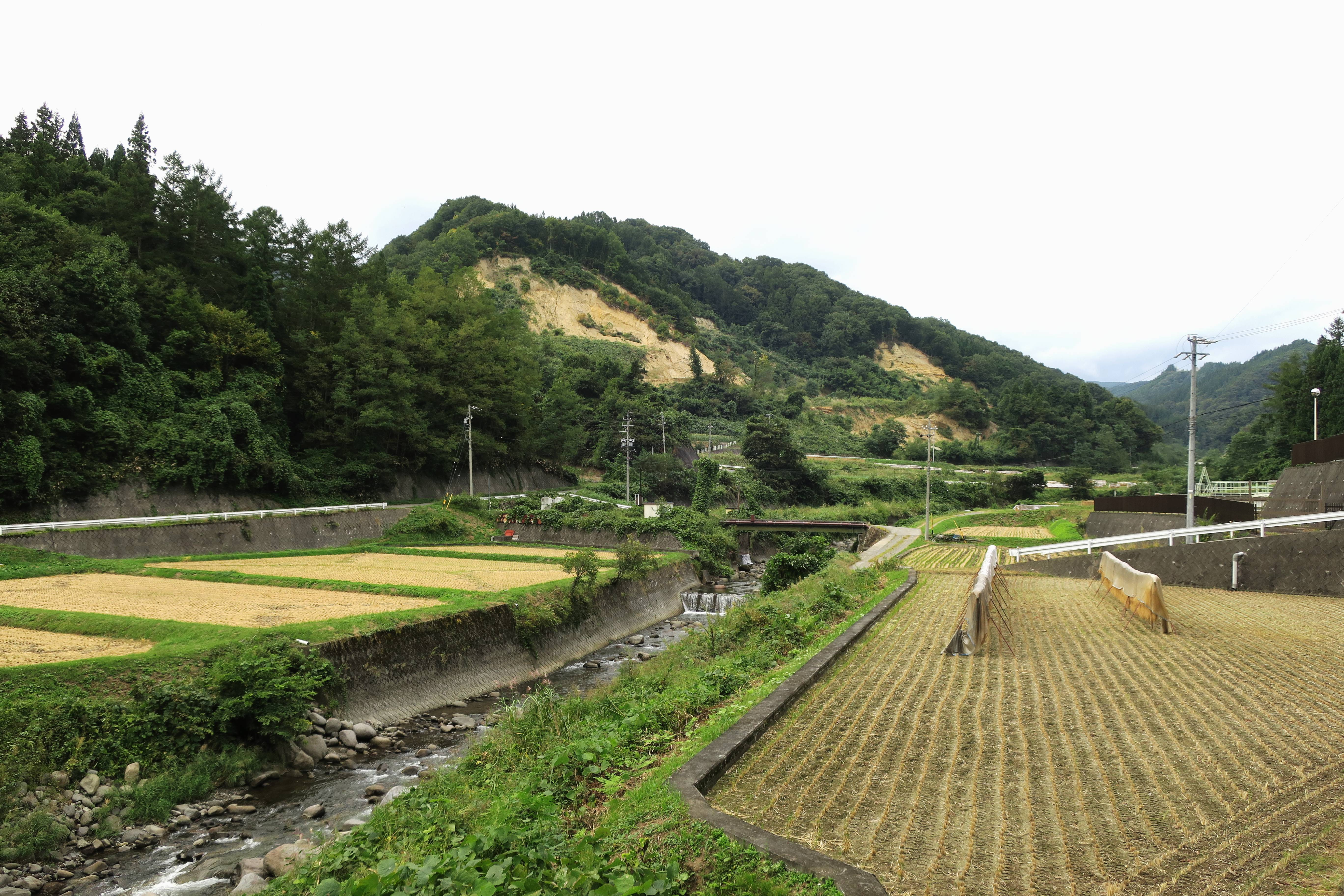
楠川

### 隣接していた自治体
- 長野県
  - 長野市
  - 上水内郡信濃町、牟礼村、鬼無里村、中条村
- 新潟県
  - 中頸城郡妙高高原町

## 歴史

### 村名の由来
「戸隠」という地名には諸説ある。
- 日本神話で、天岩戸を開いた天手力雄命の子孫が当地に移入したという説。
- 九頭一尾の鬼が行人の法音によって当地の守護者となったという説（九頭竜伝承#戸隠の九頭龍伝承も参照）。

### 沿革
| 年   | 人口（人） | 人口（人） | 人口（人）      | 人口（人） |
| 年   | 戸隠村     | 柵村       | 長野市 戸隠管内 | 合計       |
| ---- | ---------- | ---------- | --------------- | ---------- |
| 1920 | 4780       | 3859       |                 | 8639       |
| 1935 | 5009       | 4143       |                 | 9152       |
| 1950 | 5883       | 4398       |                 | 10281      |
| 1960 | 8709       |            |                 | 8709       |
| 1970 | 6475       |            |                 | 6475       |
| 1980 | 6074       |            |                 | 6074       |
| 2005 |            |            | 4800            | 4800       |
| 2010 |            |            | 4289            | 4289       |
| 2015 |            |            | 3784            | 3784       |

- 江戸時代初期 - 水内郡栃原村から下楠川村・奈良尾村・宇和原村が分村[5]（奈良尾村・宇和原村は天保年間までに下楠川村に合併している[6]）。
- 明暦3年 - 水内郡栃原村から志垣村・追通村が分村[5]。
- 天保15年 - 水内郡上野村の一部・下楠川村の一部（旧・奈良尾村）が合併し日照田村が成立[7]。
- 明治5年 - 戸隠山門前と戸隠神社社地をもって水内郡戸隠村が成立[2]。
- 1876年（明治9年）
  - 水内郡上楠川村が戸隠村に合併[2]。
  - 水内郡下楠川村・日照田村・上野村が合併し豊岡村が成立[8]。
  - 水内郡志垣村・追通村が栃原村に合併[5]。
  - 水内郡上祖山村・下祖山村が合併し祖山村が成立[9]。
- 1879年（明治12年） - 水内郡戸隠村・豊岡村・栃原村・祖山村が上水内郡の所属となる[2][5][8][9]。
- 1889年（明治22年）4月1日 - 町村制の施行により、上水内郡戸隠村・豊岡村の区域をもって戸隠村が[2]、上水内郡栃原村・祖山村の区域をもって柵村（しがらみむら）がそれぞれ発足[3]。
- 1957年（昭和32年）8月1日 - 柵村と合併し、改めて戸隠村が発足[2]。
- 2005年（平成17年）1月1日 - 長野市に編入。同日戸隠村廃止。

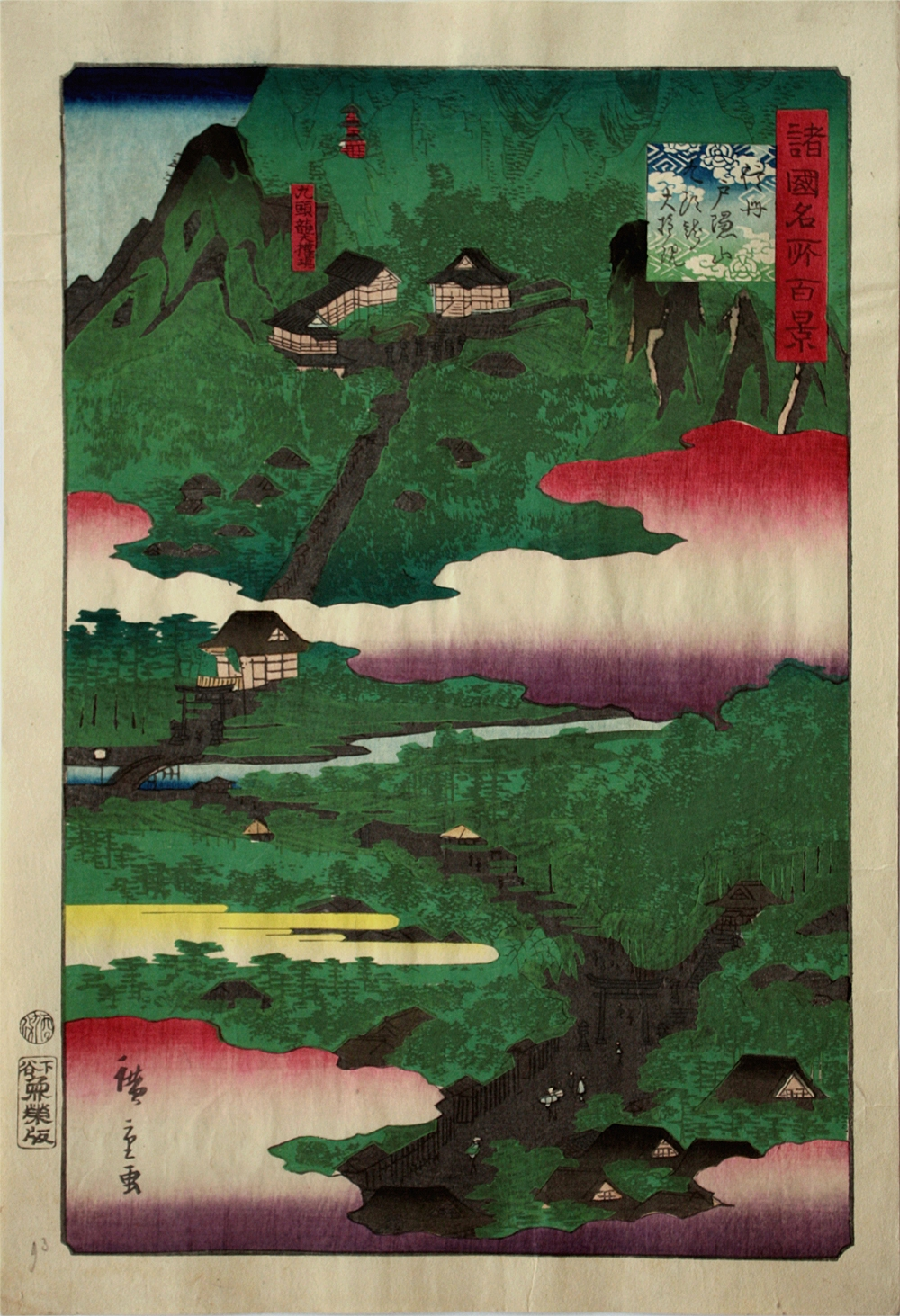
歌川広重『諸国名所百景 信州戸隠山九頭龍大権現』
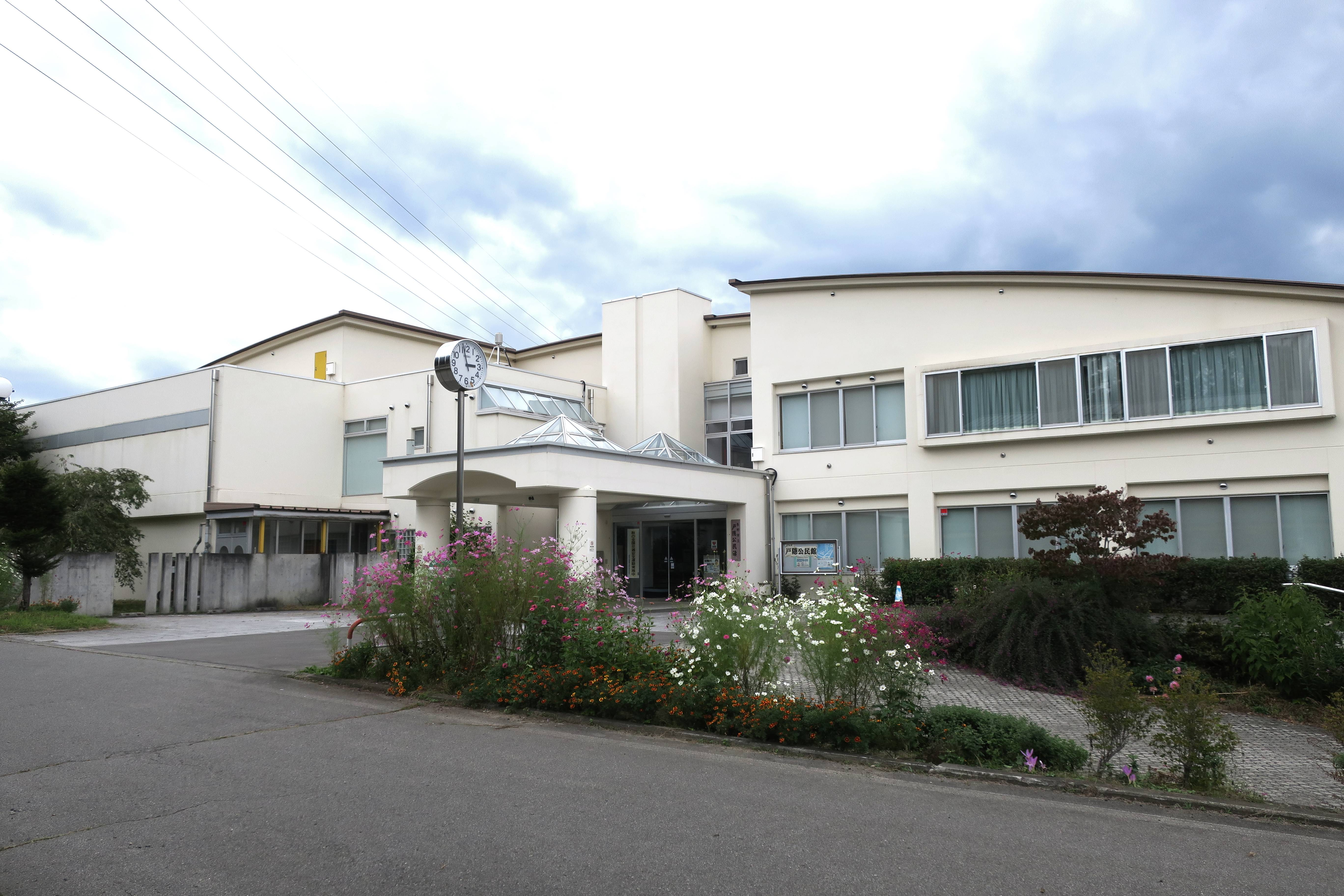
柵連絡所

## 町丁

### 戸隠
現在の長野市戸隠（とがくし、郵便番号：381-4101）。旧村域の北部から中部にかけての地域で、戸隠神社の門前町として発展し、戦後は戸隠スキー場や戸隠バードラインといった開発が行われ、観光客で賑わう。
戸隠山門前と戸隠神社社地から成立した水内郡戸隠村と、楠川上流の水内郡上楠川村を前身とする。両村は1876年（明治9年）に合併。1889年（明治22年）、豊岡村と合併して以降は戸隠村の大字となる。

### 豊岡
現在の長野市戸隠豊岡（とがくしとよおか、郵便番号：381-4102）。旧村域の東部、飯縄山麓に広がる高原で、農業のほか食品加工・電子部品の工場が立地する。村役場（現・長野市役所戸隠支所）や保育所、戸隠小・中学校、長野県長野吉田高等学校戸隠分校が置かれる。猿丸太夫ゆかりの地でもある。
上水内郡豊岡村を前身とする。1876年（明治9年）、水内郡下楠川村・上野村・日照田村が合併して成立（当初は水内郡）。村名は当地の古名から。

### 祖山

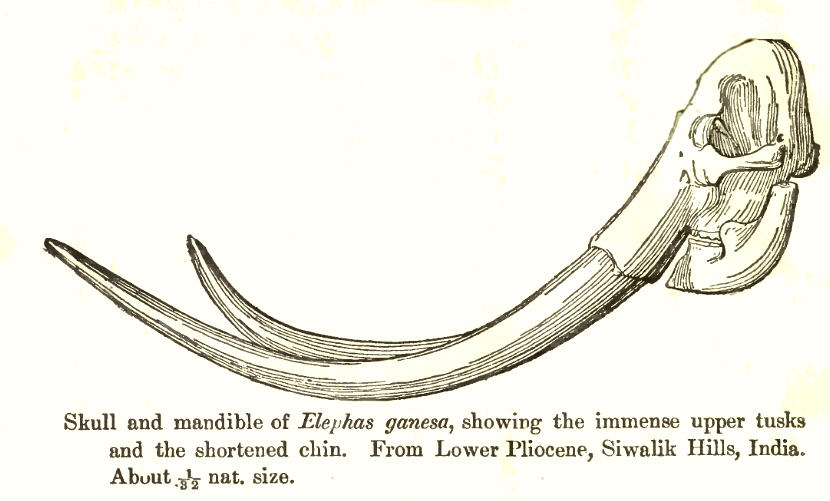
ステゴドンの頭蓋骨

現在の長野市戸隠祖山（とがくしそやま、郵便番号：381-4103）。裾花川以南の山村。裾花渓谷沿いに国道406号が通じ、長野市中心市街地へのアクセスが良く（自動車で30分）、兼業農家が多い。柵層と呼ばれる当地の第三紀地層からは、ステゴドンなどの化石（約400万年前）が発掘されている。
上水内郡（旧・水内郡）祖山村を前身とする。古くは曽山とも。柵村を経て戸隠村の大字となる。

### 栃原
現在の長野市戸隠栃原（とがくしとちわら、郵便番号：381-4104）。旧村域の西部に位置し、裾花川を隔てて南に祖山と接する。鬼女・紅葉伝説が伝わり、これにちなんで設置された能舞台がある。地名も平維茂率いる軍勢が藁を解き野営をした「ときわらの地」に由来する。
上水内郡（旧・水内郡）栃原村を前身とする。江戸時代は松代藩領で、アサやウルシ（実）、和紙の産地であった。柵村を経て戸隠村の大字となる。
| 大字 | 区名                   | 組名 |
| ---- | ---------------------- | --- |
| 豊岡 | 北部（ほくぶ）         | 原（はら）、尾上（おかみ）、諸沢（もろざわ）、馬場（ばば）                                                               |
| 豊岡 | 中央（ちゅうおう）     | 二条（にじょう）、大中（だいちゅう）、和沢口（わさわぐち）                                                               |
| 豊岡 | 東部（とうぶ）         | 和沢（わさわ）、中村（なかむら）、中耕（なこう）、銚子口（ちょうしぐち）                                                 |
| 豊岡 | 南部（なんぶ）         | 横道（よこみち）、上楡木（かみにれぎ）、南原（みなみはら）、猿丸（さるまる）、東原（ひがしはら）                         |
| 豊岡 | 川手（かわて）         | 川下（かわしも）、日照田（ひでりだ）、平沢（ひらさわ）、折橋（おりはし）                                                 |
| 豊岡 | 西部（せいぶ）         | 下楠川（しもくすがわ）、宇和原（うわはら）、奈良尾（ならお）、母袋（もたい）                                             |
| 戸隠 | 上楠川（かみくすがわ） | 上楠川 |
| 戸隠 | 宝光社（ほうこうしゃ） | 宝光社 |
| 戸隠 | 中社（ちゅうしゃ）     | 中社、越水（こしみず）                                                                                                   |
| 栃原 | 志垣（しがき）         | 桜峰（さくらみね）、向（むかい）、西之矢（にしのや）、市場平（いちばだいら）、番場（ばんば）、倉平（くらだいら）         |
| 栃原 | 平（たいら）           | 清水（しみず）、町（まち）、針立（はりだち）、今井（いまい）、福平（ふくだいら）                                         |
| 栃原 | 西条（にしじょう）     | 五十土東（いかづちひがし）、五十土西（いかづちにし）、笹原（ささはら）、田頭（たがしら）、宮ノ前（みやのまえ）           |
| 栃原 | 追通（おっかよう）     | 中尾口（なこうぐち）、東組（ひがしぐみ）、中組（なかぐみ）、西組（にしぐみ）                                             |
| 祖山 | 上祖山（かみそやま）   | 西部（せいぶ）、中部（ちゅうぶ）、第一（だいいち）、宮浦（みやうら）、上組（かみぐみ）、渡土（わたど）、平出（ひらいで） |
| 祖山 | 下祖山（しもそやま）   | 積沢（つむざわ）、土合（どあい）、中組（なかぐみ）、下内（しもうち）、坪山（つぼやま）                                   |

## 経済

### 特産品
- 戸隠そば - 5月下旬から6月上旬にかけて種をまき、7月下旬から8月上旬にかけて収穫する「夏そば」と、8月上旬から中旬にかけて種をまき、10月中旬に収穫する「秋そば」があるが、質・量ともに秋そばが勝る。1965年（昭和40年）に121ヘクタールあった作付面積は昭和50年代に10ヘクタール台まで減少し、それに伴い収穫量も10トン台まで落ち込んだが、その後回復し、平成以降は40ないし50トン以上の収穫量で推移している（村勢要覧・村総生産額調）[14]。
- 竹細工 - 当地の伝統工芸。観光客向けの土産物として生産・販売されている[11]。

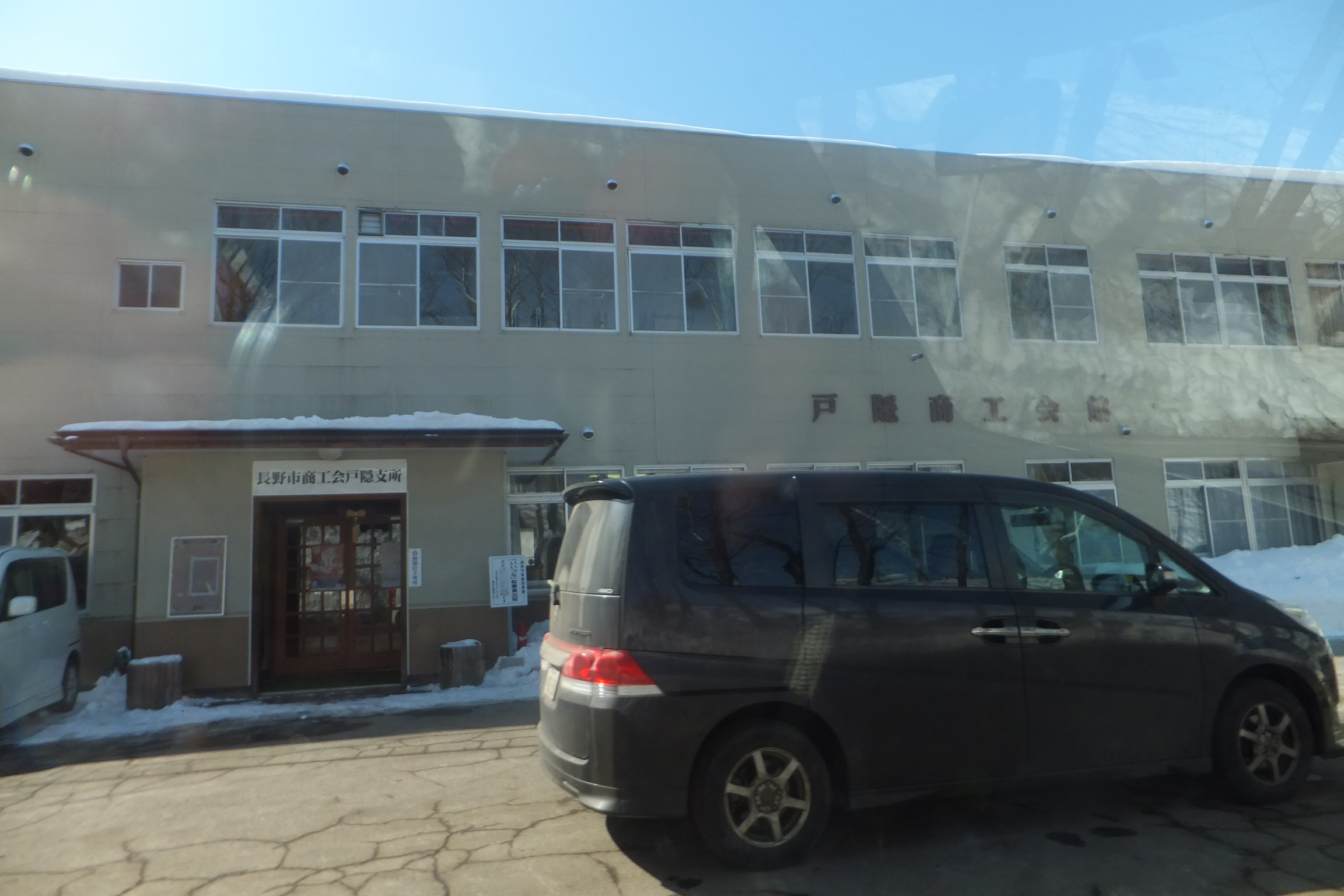
戸隠商工会館
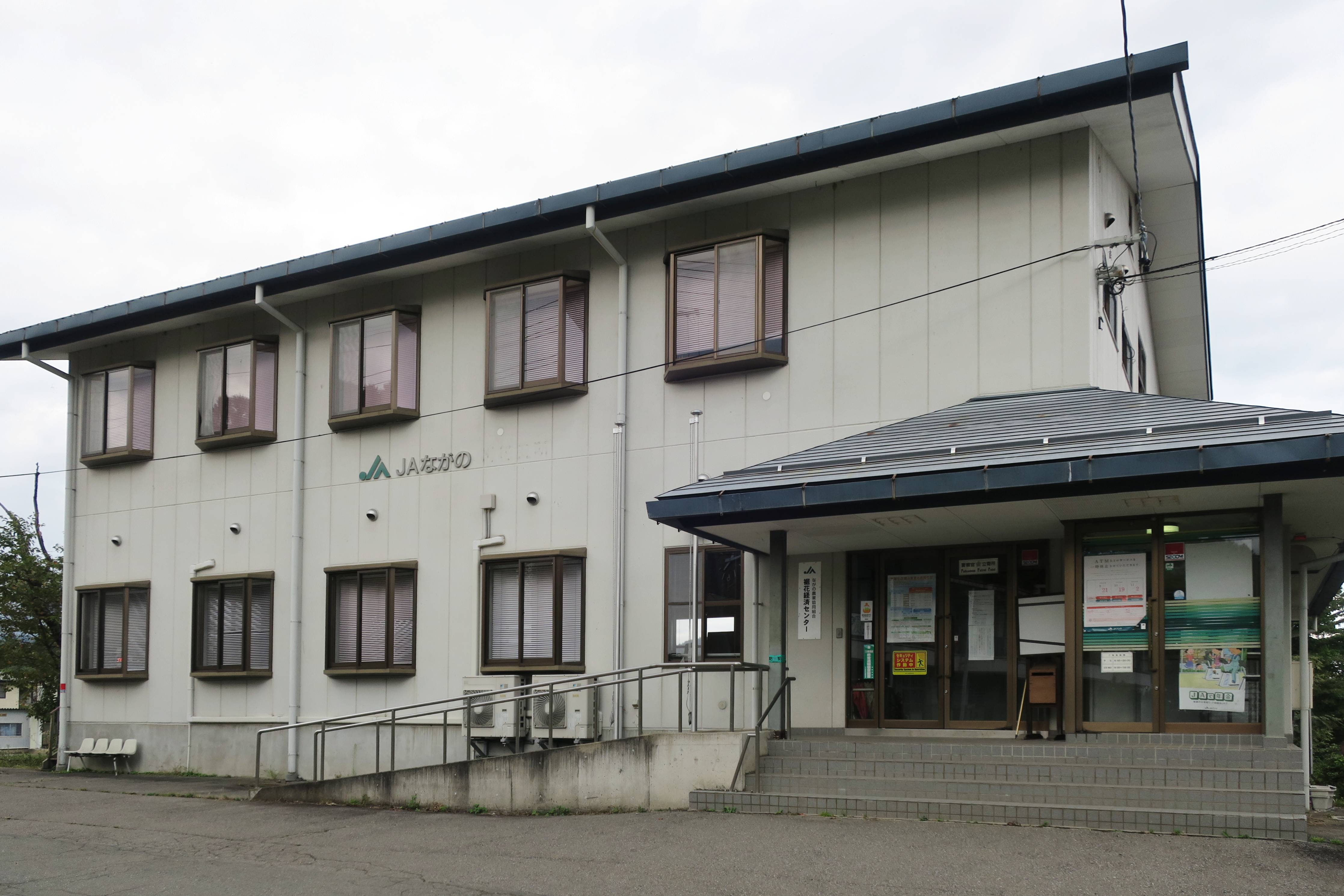
JAながの裾花経済センター
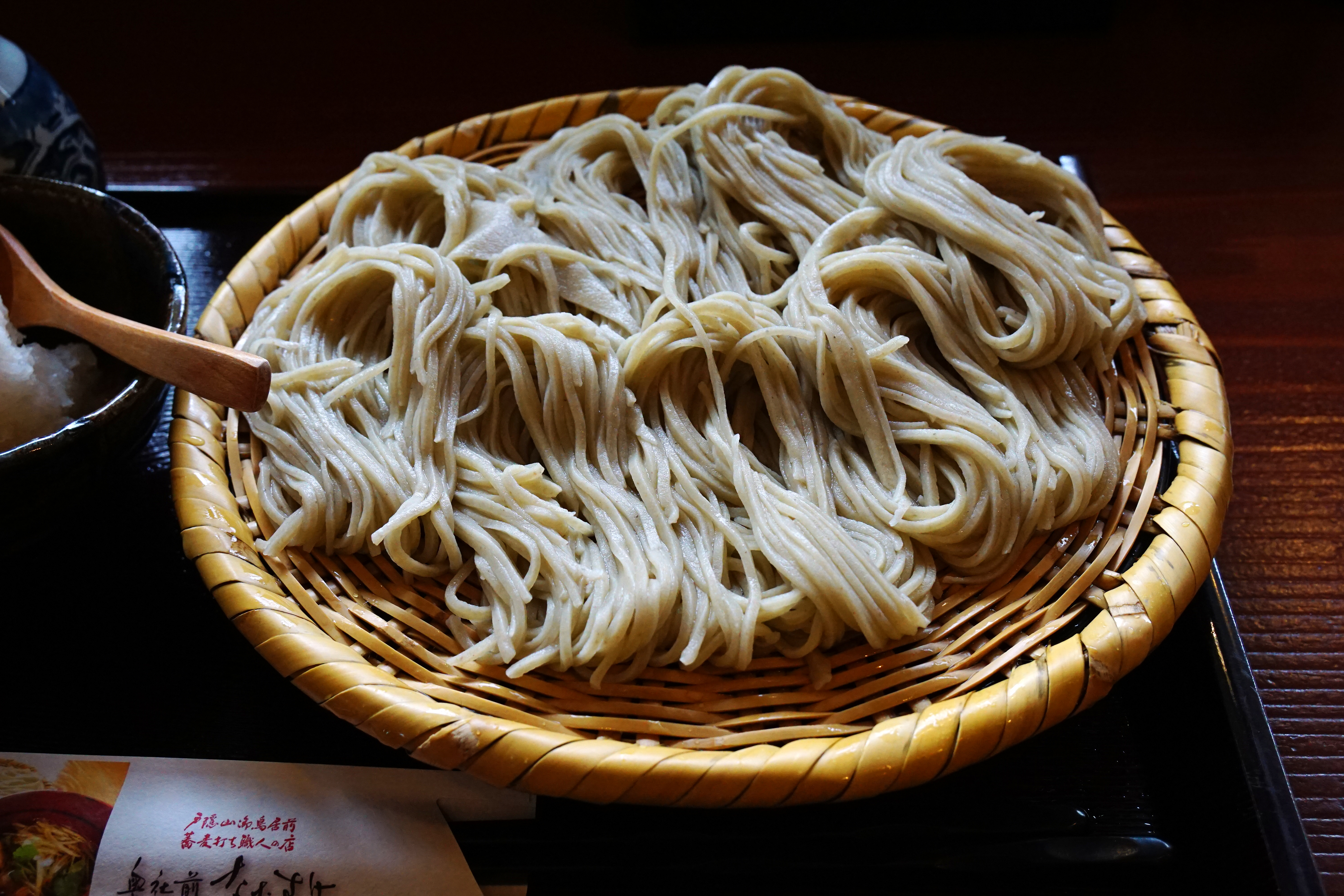
戸隠そば
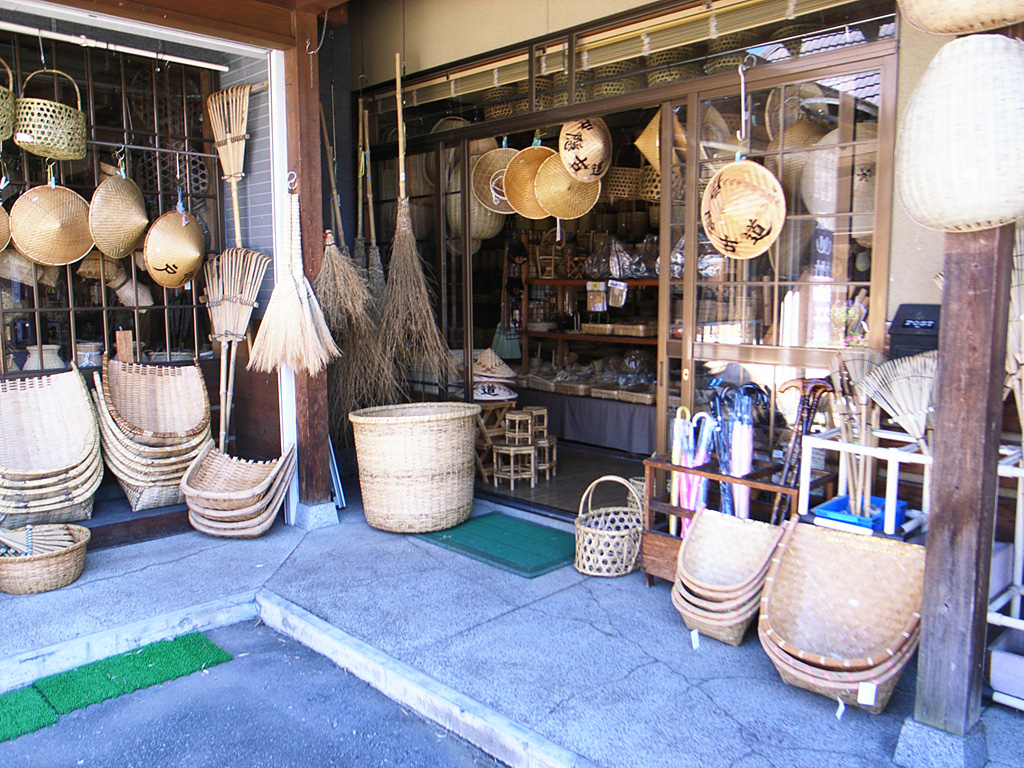
竹細工店（中社）

## 姉妹都市・提携都市
- 高千穂町（宮崎県）

## 地域

### 健康・介護
- 長野市国民健康保険戸隠診療所（戸隠豊岡1554番地） - 診療科目は内科・小児科・歯科。15台分の駐車場がある[15]。
- 今井医院（戸隠栃原4776-2） - 診療科目は内科。5台分の駐車場がある[16]。
- 特別養護老人ホーム豊岡荘（戸隠豊岡1384番地） - 入所定員50人、ショートステイ入所定員10人[17]。戸隠デイサービスセンター（定員25人）[18]、診療所（内科）を併設[19]。

### 生活
- 水道
  - 上水道
    - 水源[20]
      - 越水第3,4水源 - 深井戸
      - 宝光社第1,2水源 - 湧水
      - 上野第1水源 - 湧水
      - 上野第3水源 - 浅井戸
      - 上野第4水源 - 深井戸

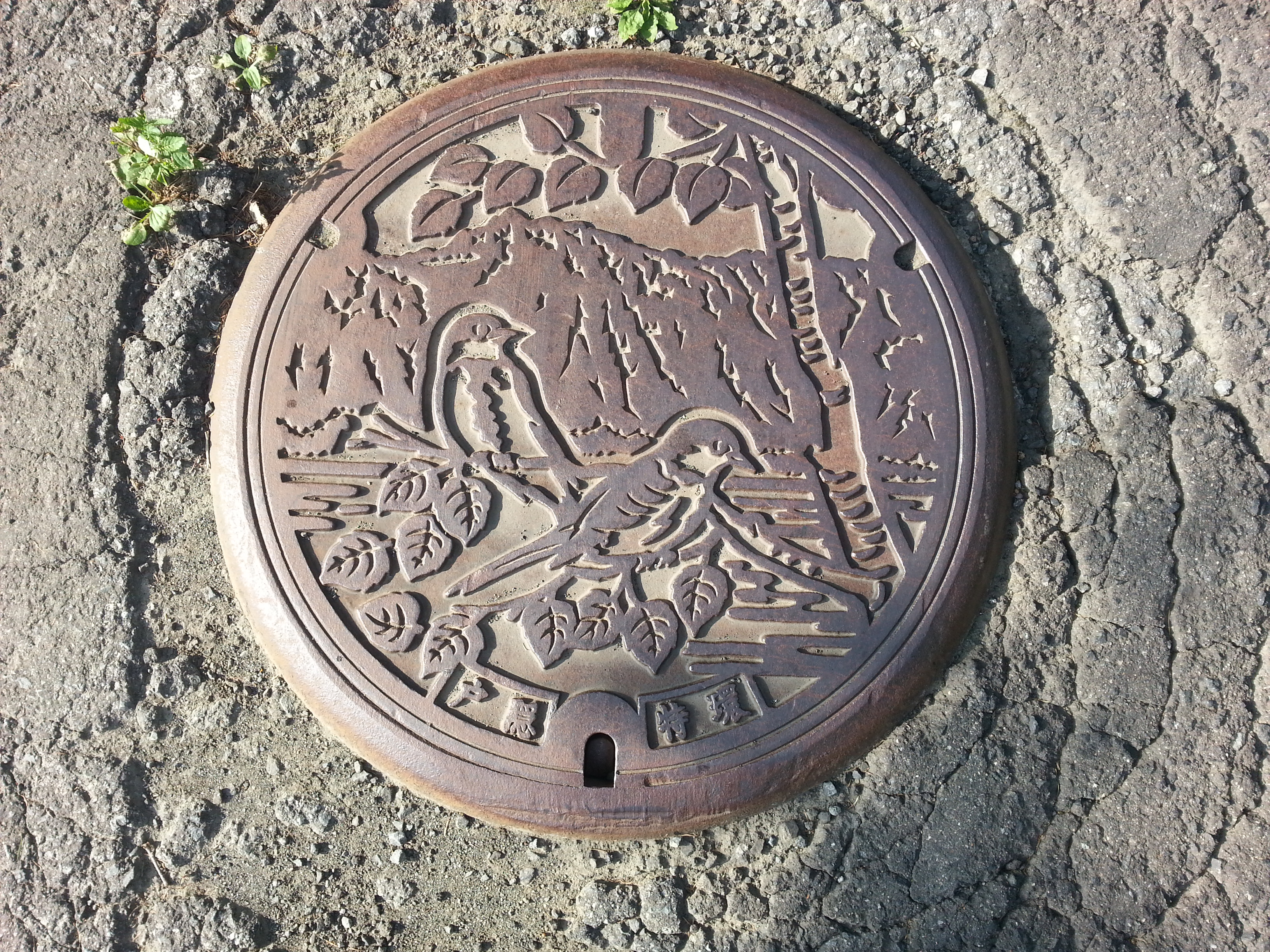
戸隠ご当地マンホールカバー

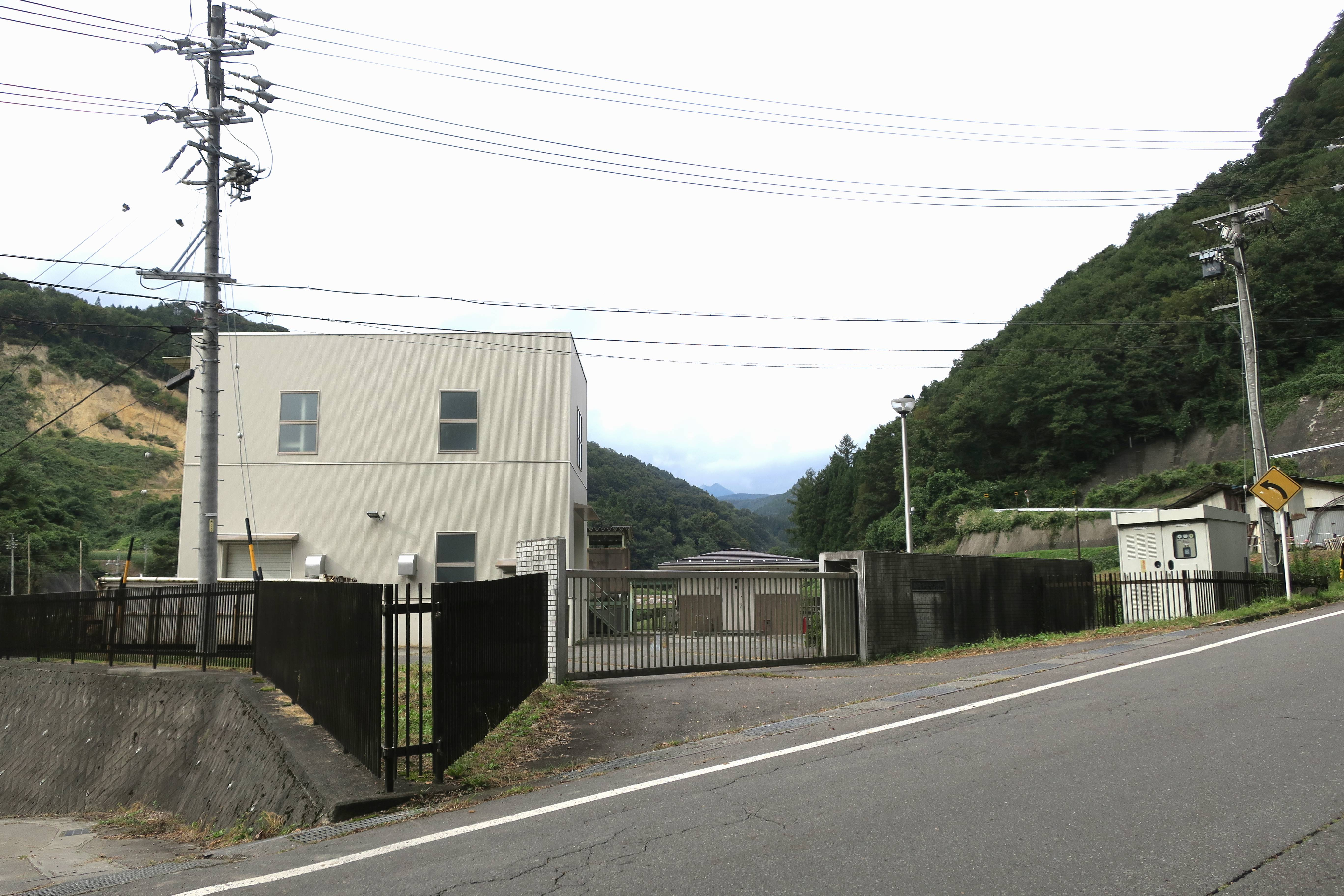
豊岡浄化センター

      - 南部水源（シナノキ池水源） - 湧水
      - 下祖山第一水源 - 湧水
      - 下祖山第二水源 - 湧水
      - 下楠川水源 - 湧水
      - 谷沢水源 - 湧水
      - 山入水源 - 地下水
      - 宮浦第2水源 - 深井戸
      - 水景苑水源 - 深井戸
      - 上楠川水源 - 表流水（河川水）
      - 尾倉沢水源 - 表流水
      - 川下水源 - 地下水
      - 祖山水源 - 表流水（休止中）

    - 浄水場 - 上楠川水源付近に上楠川浄水場、尾倉沢水源付近に尾倉沢浄水場がある[21]。

  - 下水道[22]
    - 戸隠高原浄化センター（長野市戸隠1603番地1） - 1996年（平成8年）供用開始。計画面積85ヘクタール、計画人口950人で、オキシデーションディッチ法を採用し、1日あたり最大3,300立方メートルの汚水を処理し、仁王堂川へと放流する。
    - 豊岡浄化センター（長野市戸隠豊岡7033番地2） - 1999年（平成11年）供用開始。計画面積112ヘクタール、計画人口1,500人で、プレハブオキシデーションディッチ法を採用し、1日あたり最大1,100立方メートルの汚水を処理し、楠川へと放流する。
- 電力

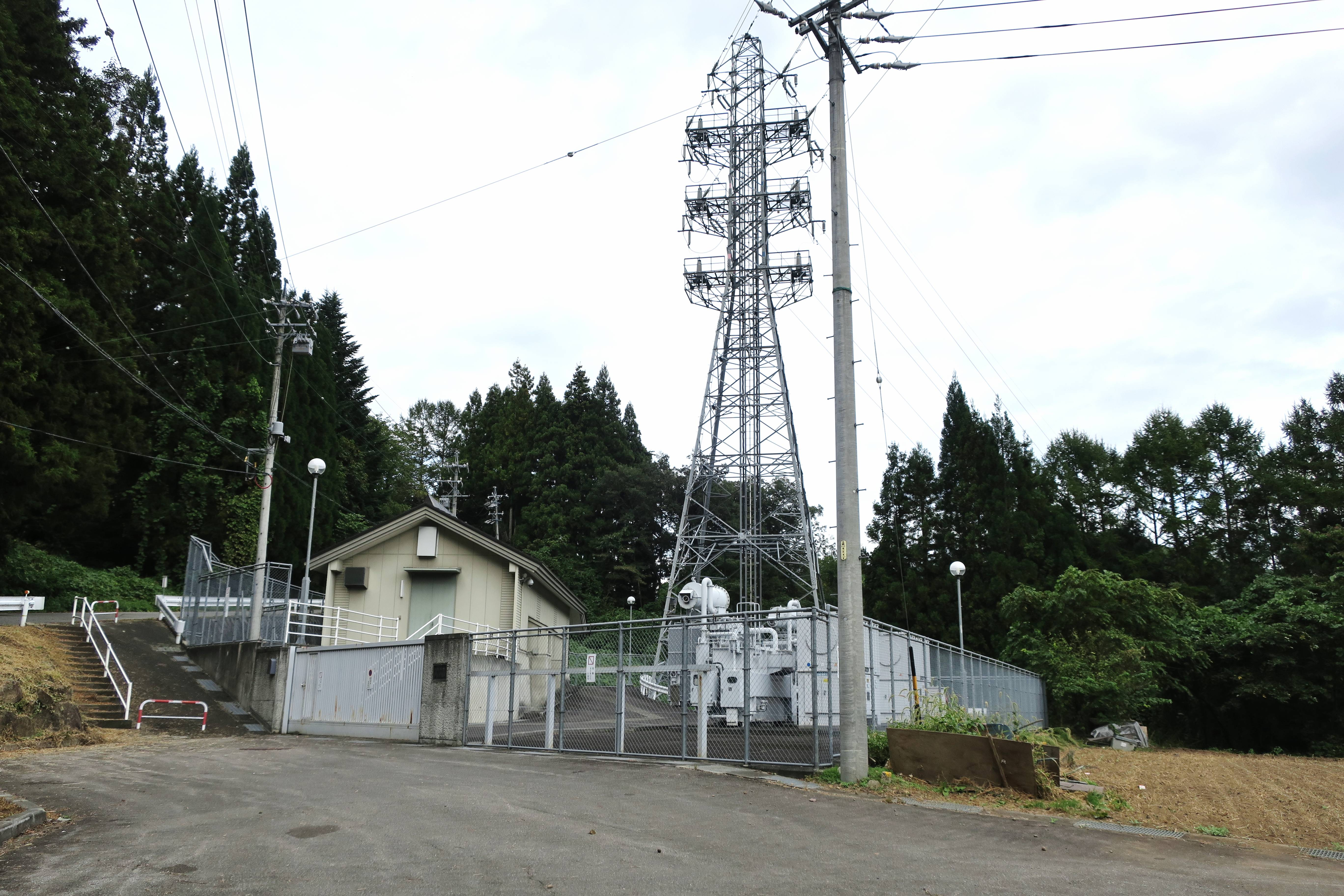
中部電力戸隠変電所

- LPガス
  - ながの農業協同組合（JAながの）ながの裾花ガスセンター（戸隠豊岡9714）[23]
- ごみ
  - ごみ収集エリアは「中社ほか」・「北部ほか」・「西部ほか」の3エリアに分かれている[24]。

### 教育
- 学校
  - 長野県長野吉田高等学校戸隠分校（長野市戸隠1491） - 定時制普通科[25]
  - 長野市立戸隠中学校（戸隠豊岡2960）[26]
  - 長野市立戸隠小学校（戸隠豊岡1531）[26]
- 図書館
  - 戸隠公民館内に長野市立図書館の分室が置かれている[27]。

### 通信･放送
- 郵便

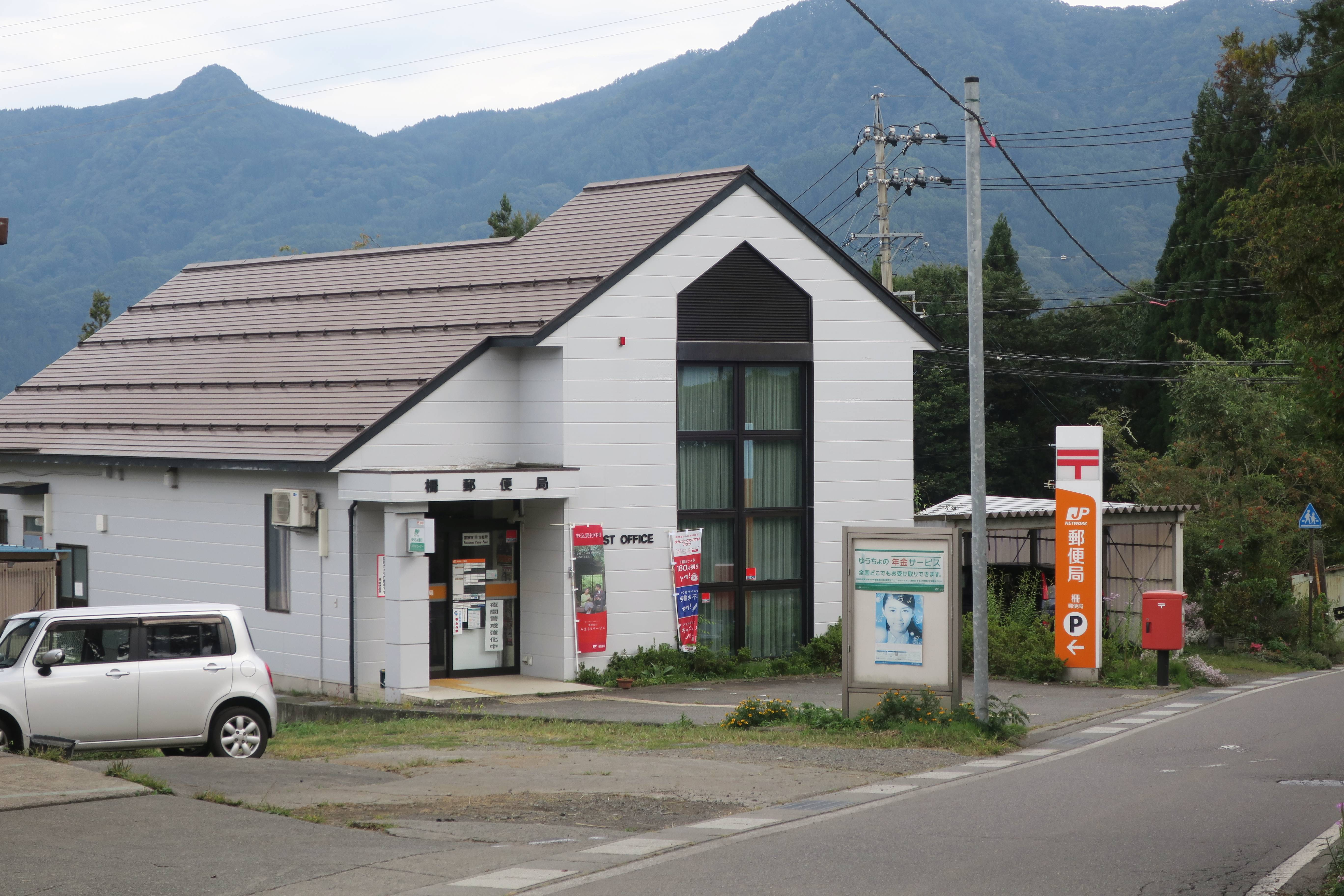
柵郵便局

  - 柵郵便局（戸隠栃原3421-5） - 郵便・貯金・保健窓口、ATMを設置。4台分の駐車場がある[28]。
  - 祖山郵便局（戸隠祖山268-1） - 郵便・貯金・保健窓口、ATMを設置。5台分の駐車場がある[29]。
  - 戸隠郵便局（戸隠豊岡1372-2） - 郵便・貯金・保健窓口、ATMを設置。2台分の駐車場がある[30]。
  - 戸隠神社前郵便局（戸隠2280-5） - 郵便・貯金・保健窓口、ATMを設置。4台分の駐車場がある[31]。
- 携帯電話
  - NTTドコモ - 山地を除き、おおむねLTE・FOMAエリア内。戸隠豊岡（戸隠支所周辺）など一部はPREMIUM 4Gエリア[32]。
  - au - 山地を除き、おおむねau 4G LTEエリア内。WiMAX 2+は戸隠神社中社以北はエリア外[33]。
  - SoftBank - 山地を除き、おおむねHybrid 4G LTE・SoftBank 3Gエリア内。鏡池周辺はエリア外[34]。
- ケーブルテレビ - 戸隠ケーブルテレビを参照。

## 交通

### 道路

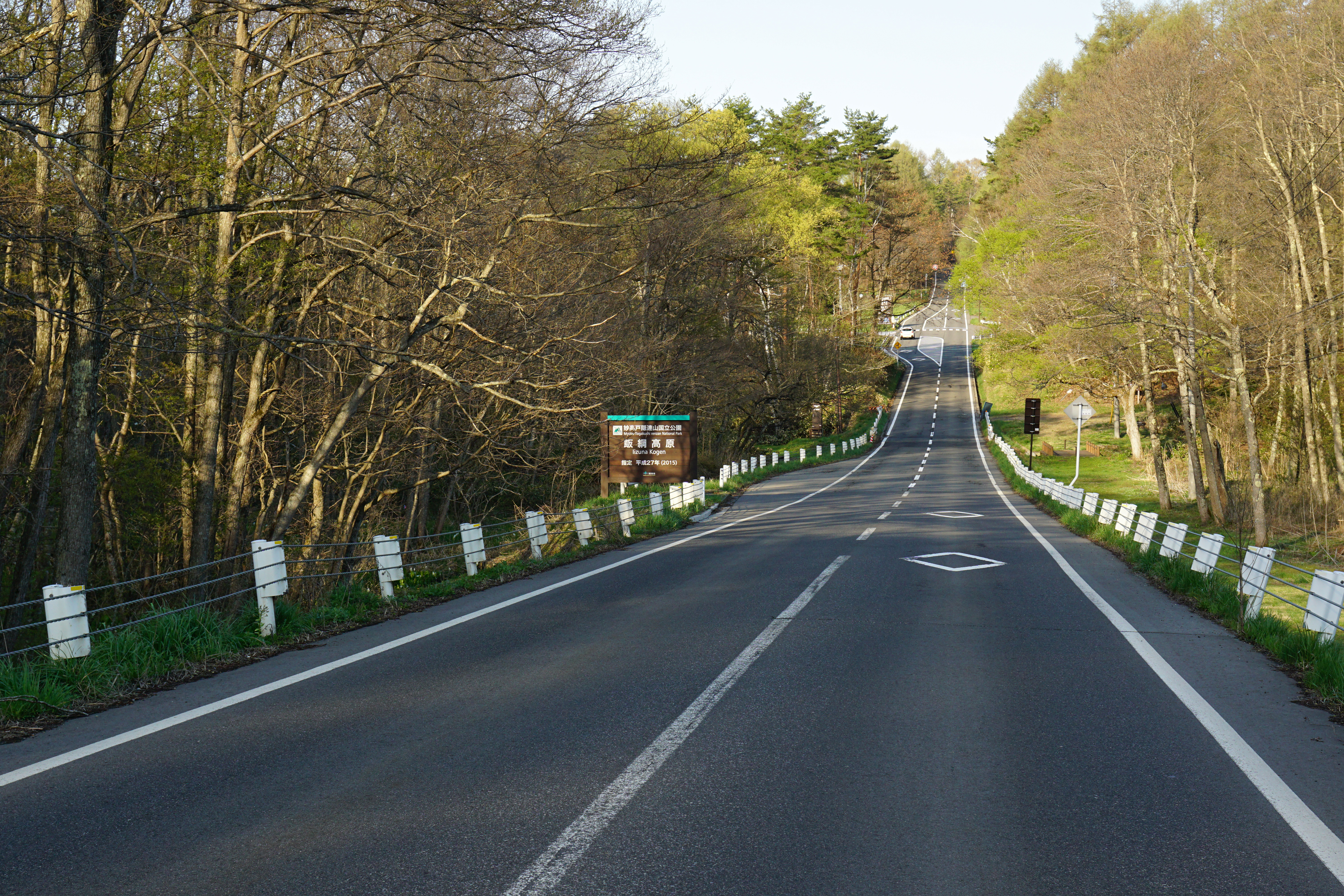
戸隠へと続くバードライン（飯綱高原にて）

- 戸隠バードライン
- 国道406号
- 長野県道36号信濃信州新線
- 長野県道76号長野戸隠線
- 長野県道86号戸隠篠ノ井線
- 長野県道404号栃原北郷信濃線
- 長野県道506号戸隠高原浅川線

### バス
- アルピコ交通（通称・川中島バス） - JR長野駅善光寺口7番のりば発着[35]。
  - 70急 ループ橋経由戸隠高原行 - 飯綱高原を経て戸隠神社中社に至る。夏季は奥社まで。
  - 73 県道経由戸隠中社行 - 長野商業高、上ヶ屋、芋井を経て戸隠神社中社に至る。
  - 74 鬼無里行 - 長野商業高、国道406号を経て鬼無里方面に至る。
- 妙高・黒姫・戸隠ライナー - JR上越妙高駅から赤倉温泉、JR黒姫駅を経由[36]。
- 長野市営バス#戸隠地区

### 鉄道路線
- 善光寺白馬電鉄（未成線）

## 名所・旧跡・観光スポット・祭事・催事
- 神社[37]
  - 中社五斎神社（戸隠3505）

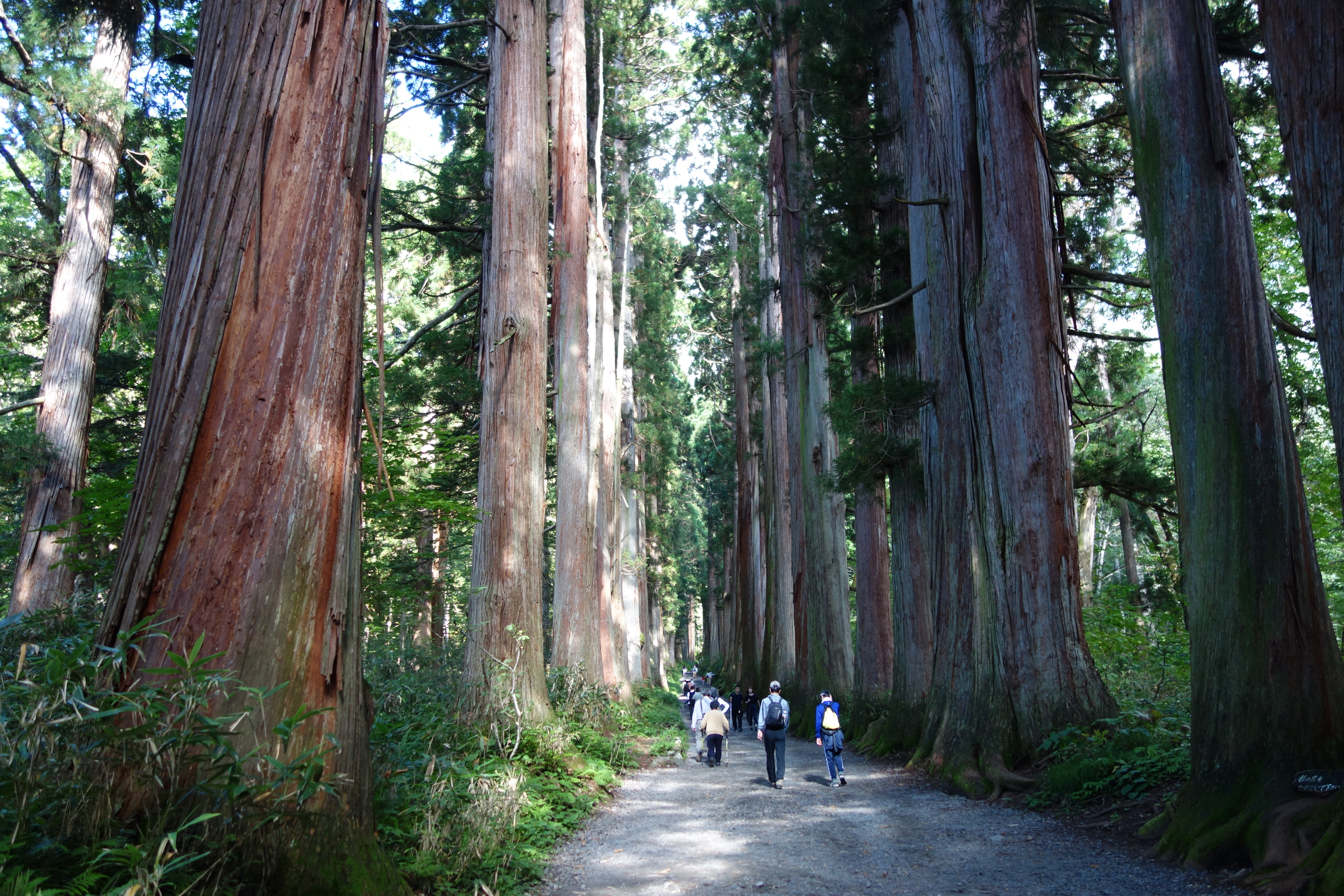
戸隠神社奥社杉並木

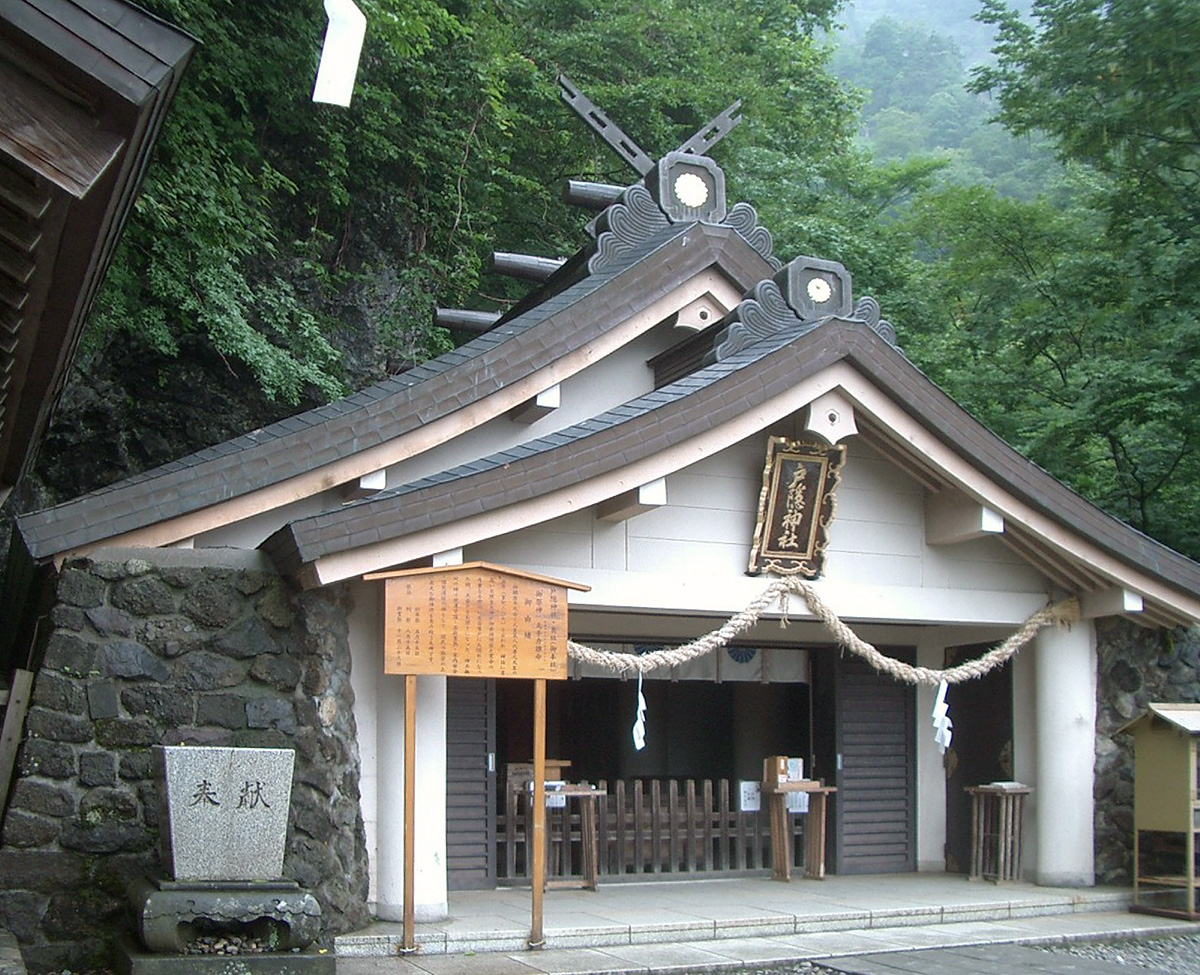
戸隠神社奥社

  - 健南方神社（長野市戸隠豊岡字宇和原8242-イ）
  - 豊岡神社（とよおかじんじゃ、長野市戸隠豊岡字和沢口1577） - 祭神は応神天皇・健御名方命。安和2年9月、平維茂による鬼女・紅葉討伐の際に勧請。例祭日は9月15日[38]。
  - 上野神社（戸隠豊岡字大中1676）
  - 戸隠神社
    - 火之御子社（戸隠2412）
    - 奥社（戸隠3690）
    - 九頭龍社（戸隠3690）
    - 中社 （戸隠3506）
    - 宝光社（戸隠2110）

  - 古宮神社（戸隠豊岡字下沖3140）
  - 上楠川神社 （かみくすがわじんじゃ、戸隠361） - 祭神は健御名方命・天照皇大神。元々奥地にあったが、災害で神体である石体が現在の場所に流れ着き、そこを社地として再建されたという。明治になって豊岡神社に合併。地元住民によって新しく上楠川神社が設立された。例祭日は9月1日に近い日曜日[39]。
  - 矢本八幡宮 （戸隠祖山1752-イ）
  - 柵健代神社（戸隠祖山870）
  - 伊勢社 （いせしゃ、戸隠栃原字不動坂5215） - 祭神は天照大御神。創建は不詳。例祭日は8月31日[40]。
  - 菅沼神社（すがぬまじんじゃ、戸隠栃原字下谷澤5551-1） - 祭神は健御名方命。創建は不詳。社殿は棟札によると寛延2年（1749年）7月の建築とある。例祭日は4月16日[41]。
  - 裾花川神社 （すそばながわじんじゃ、戸隠栃原字追通8594） - 通称・川鎮めの社。祭神は健御名方命・事代主命。古くは諏訪社。例祭日は10月13日[42]。
  - 南方神社（みなみかたじんじゃ、戸隠祖山5649） - 旧社格は村社。上祖山の産土神。祭神は健御名方命ほか7柱。創建は不詳。古くは諏訪大明神といい、寛政6年に現在の社名となる。社殿は室町時代後期の建築で、長野県宝。12月例祭日は5月3日[43]。
  - 宮前神社（みやさきじんじゃ、戸隠栃原7535） - 旧社格は村社。栃原の産土神。祭神は健御名方命・事代主命。創建は不詳。古くは諏訪大明神。例祭日は5月4日[44]。
  - 金刀比羅神社（ことひらじんじゃ、戸隠栃原字浦ノ山7521） - 祭神は金山彦命。西条地区の住民から信仰を集める。創建は不詳。社地内に広場がある。例祭日は9月の第2日曜日[45]。
  - 伊勢社（いせしゃ、戸隠栃原字浦ノ山6941） - 祭神は天照大御神。創建は不詳。例祭日は10月16日[46]。
  - 伊勢社（いせしゃ、戸隠栃原字倉手217） - 祭神は天照大御神。創建は不詳。古くは神明社。文久3年9月11日に現在の社名となる。例祭日は10月4日[47]。
  - 妙見神社（みょうけんじんじゃ、戸隠栃原字浦ノ山6951-1） - 祭神は天御中主命。創建は不詳。例祭日は4月17日[48]。
  - 伊勢社（いせしゃ、戸隠栃原字笹原5978） - 笹原の産土神。祭神は天照大御神ほか2柱。創建は不詳。古くは神明社。例祭日は5月17日[49]。
  - 橡原御厨神明宮（戸隠栃原字追通8913） - 旧社格は村社。追通の産土神。祭神は天照大日霊神・迦具土命。創建は不詳。明治になって秋葉社を合併。例祭日は4月15日（4月の第3日曜日）[50]。
  - 解藁神社（戸隠栃原1899）
  - 諏訪神社（戸隠栃原宮沢1015）
  - 清三神社（戸隠栃原3104）
  - 柵神社（しがらみじんじゃ、戸隠栃原字西之矢4581） - 旧社格は村社（供進指定神社）。志垣の産土神。祭神は誉田別尊。安和年間、平維茂による鬼女・紅葉討伐の際、維茂が放った矢が落ちた場所に勧請。天保14年の古文書には柵宇佐八幡宮と見える。1877年（明治10年）6月に現社名となる。例祭日は9月5日[51]。
  - 宮本正八幡宮（戸隠祖山1635-ロ）
- 寺院
  - 公明院（戸隠3614） - 山号は戸隠山。中国や戸隠山で修行を積んだ尼僧の姫野公明師によって1943年（昭和18年）に設けられた[52]。
  - 大昌寺（戸隠栃原3082） - 曹洞宗の寺院。山号は権現山。本尊は釈迦如来。鬼女・紅葉の菩提寺として知られる[53]。
  - 宝界寺（戸隠豊岡1510） - 天台宗の寺院[54]。

- 博物館・美術館

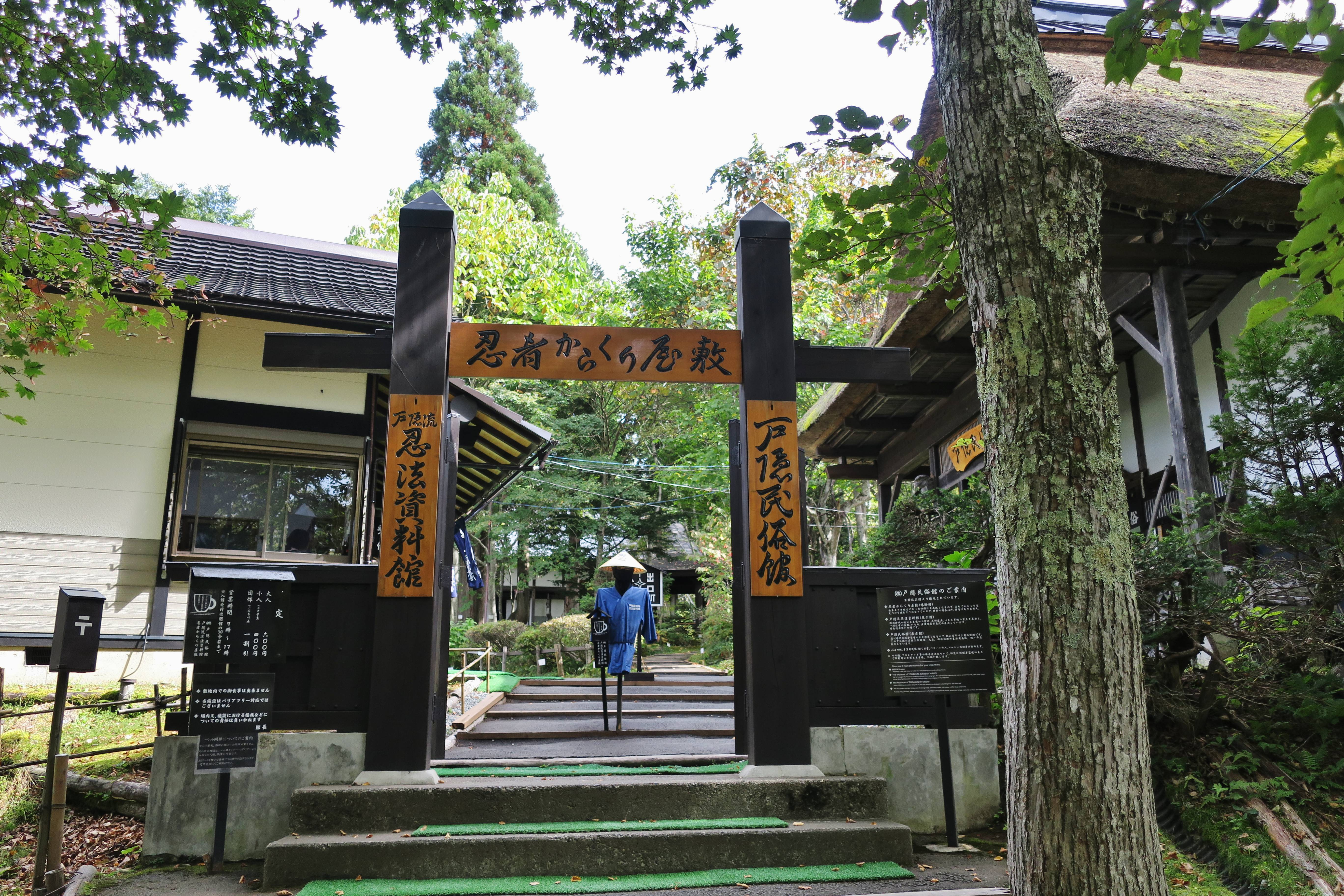
戸隠民俗館

  - 戸隠民俗館・戸隠流忍法資料館・忍者からくり屋敷（戸隠3688-12） - 地元の民俗資料や戸隠流忍者に関する展示をしている。手裏剣体験も可[55]。
  - 北野美術館 戸隠館（戸隠3685-12） - 休館中[56]。
  - 長野市立博物館分館 戸隠地質化石博物館（戸隠栃原3400） - 旧・長野市立柵小学校校舎を活用。太古のクジラや貝などの化石を展示している[57]。
  - 長野市そば博物館とんくるりん（戸隠3018） - 蕎麦をテーマとする博物館。食事処を併設。蕎麦打ち体験も可[58]。

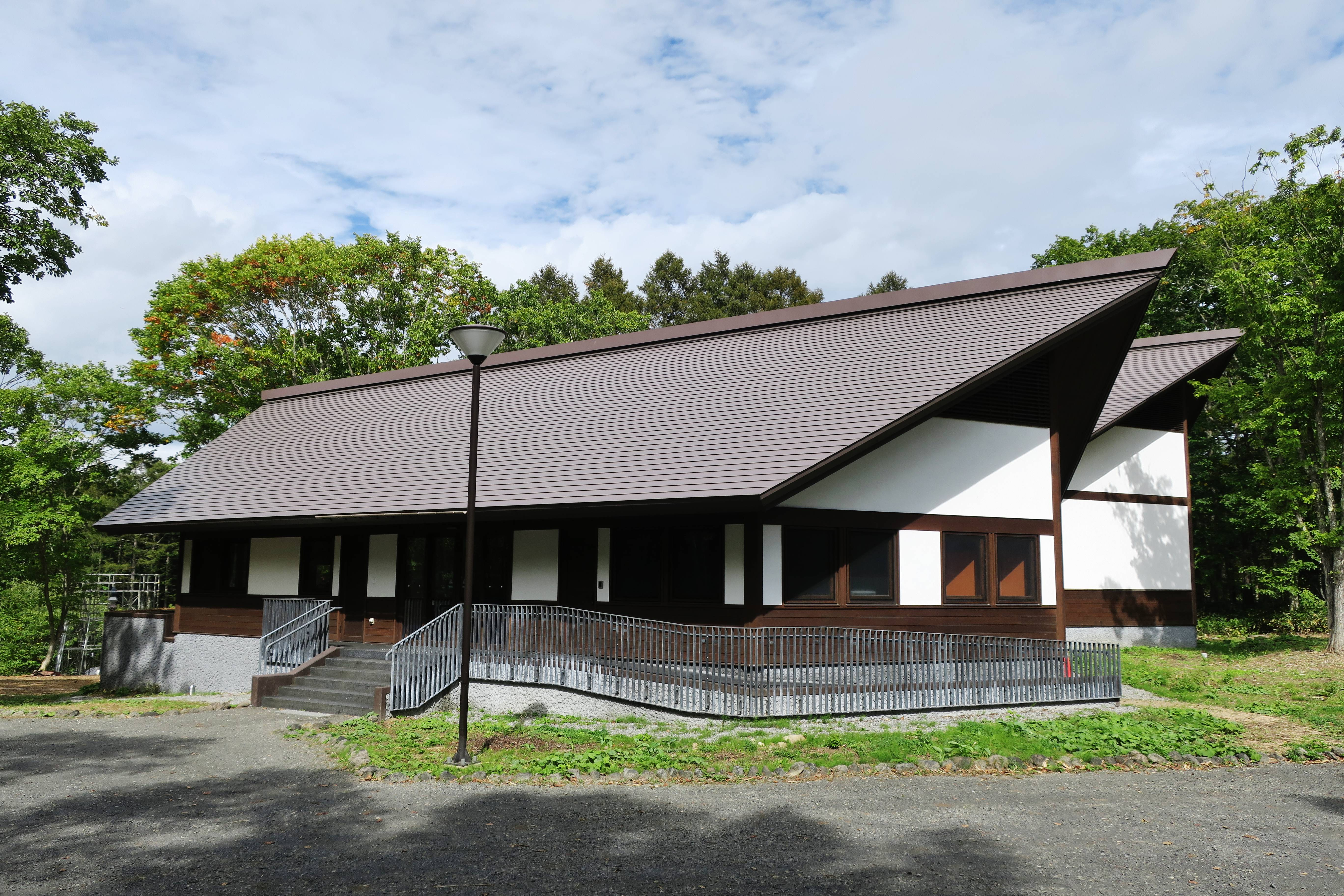
北野美術館 戸隠館
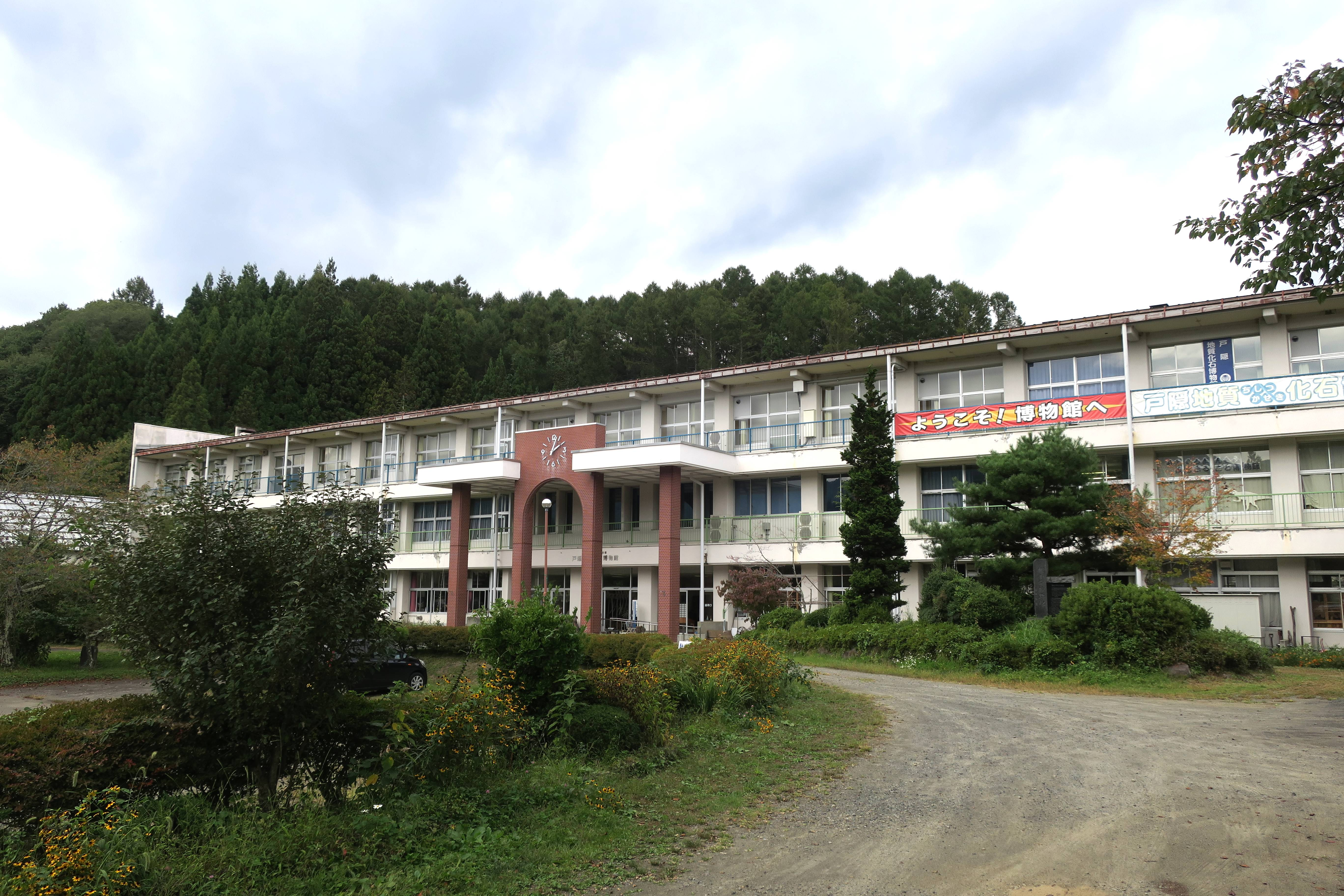
戸隠地質化石博物館
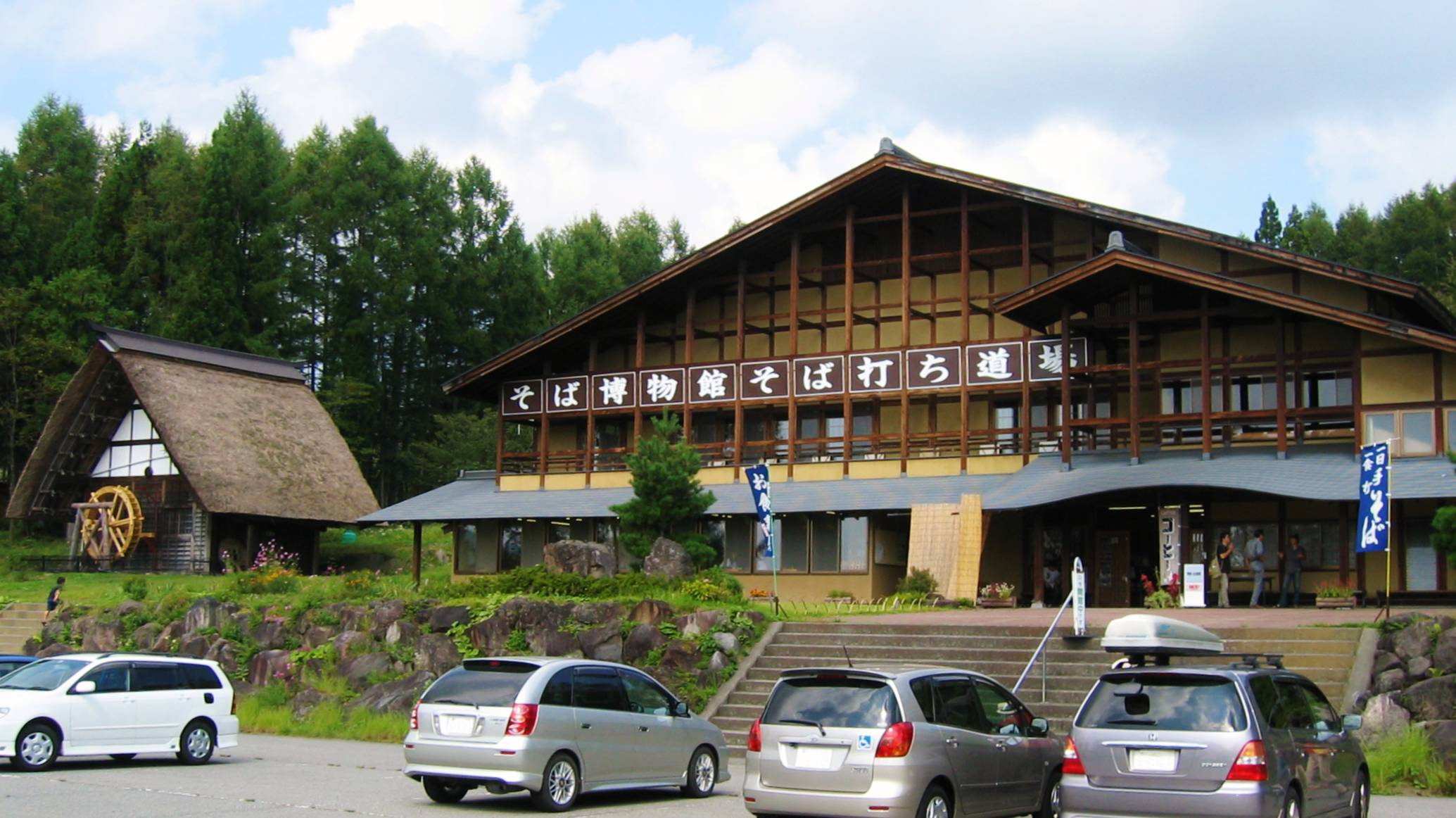
そば博物館とんくるりん

- アウトドア・スポーツ

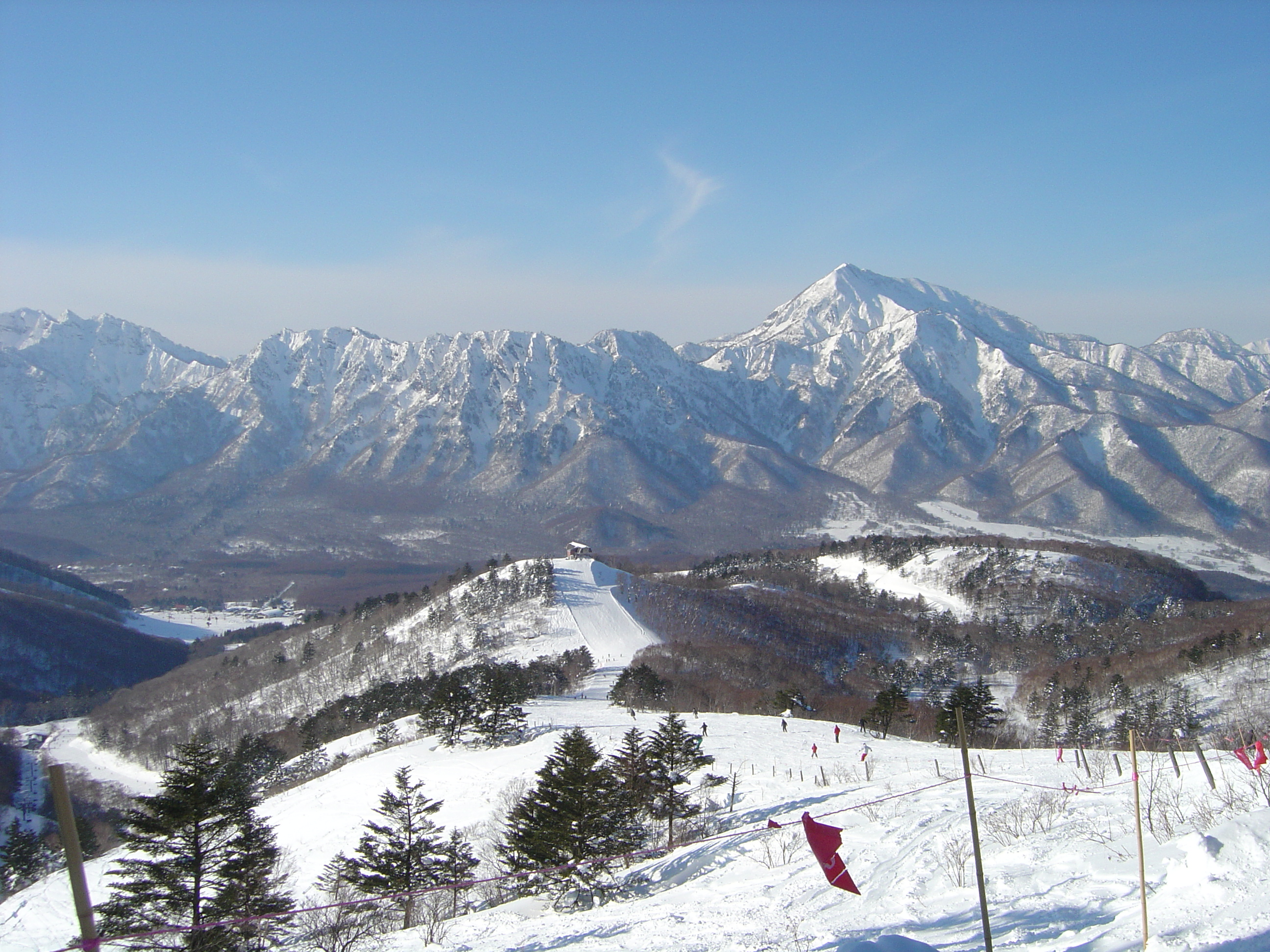
戸隠スキー場

  - 戸隠森林植物園（戸隠3510-35） - ミズバショウの名所[59]。
  - 戸隠牧場（戸隠3694） - 戸隠山麓の牧場。牛や馬を放牧している[60]。
  - 戸隠キャンプ場（戸隠3694） - 標高1,200メートル、戸隠牧場付近にある、広さ22ヘクタールのキャンプ場[61]。
  - 戸隠倶楽部Poleiro（戸隠字午王峯3688-9） - 株式会社ラポーザによる自然体験活動ツアー拠点[62]。
  - チビッ子忍者村（戸隠3193） - 忍者のテーマパーク[63]。
  - 戸隠スキー場（戸隠3682） - コース数19[64]。

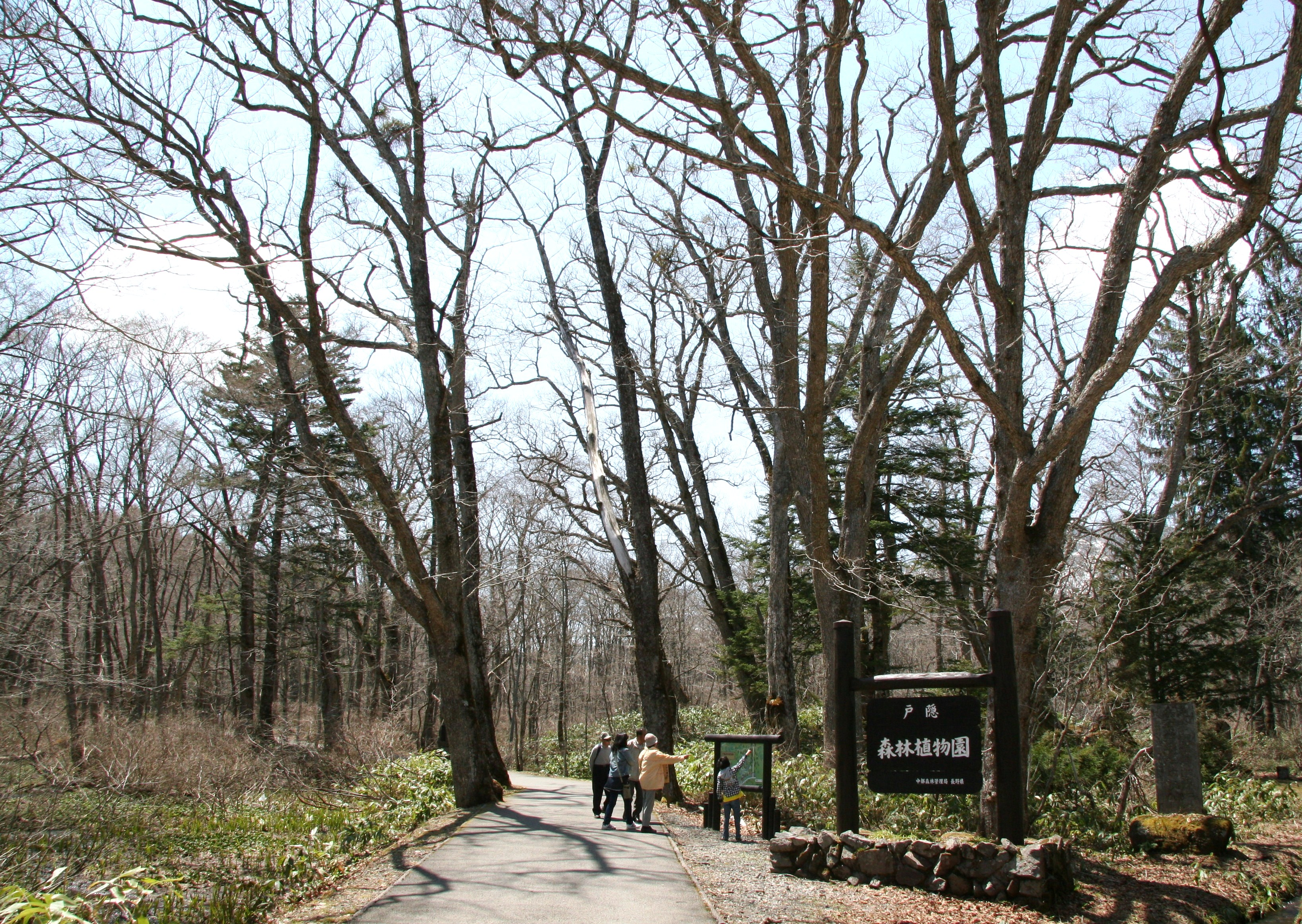
戸隠森林植物園
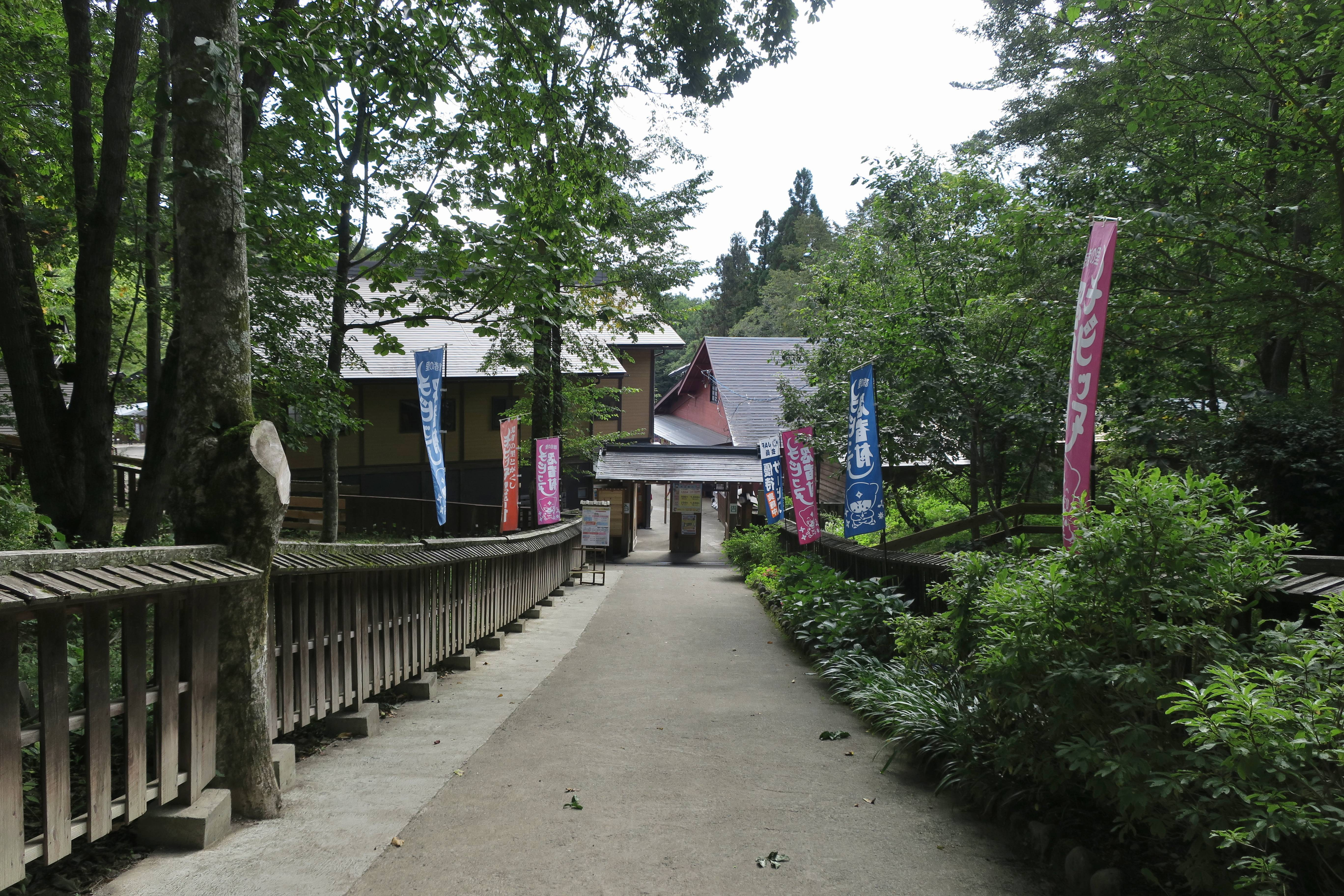
チビッ子忍者村

- 入浴施設

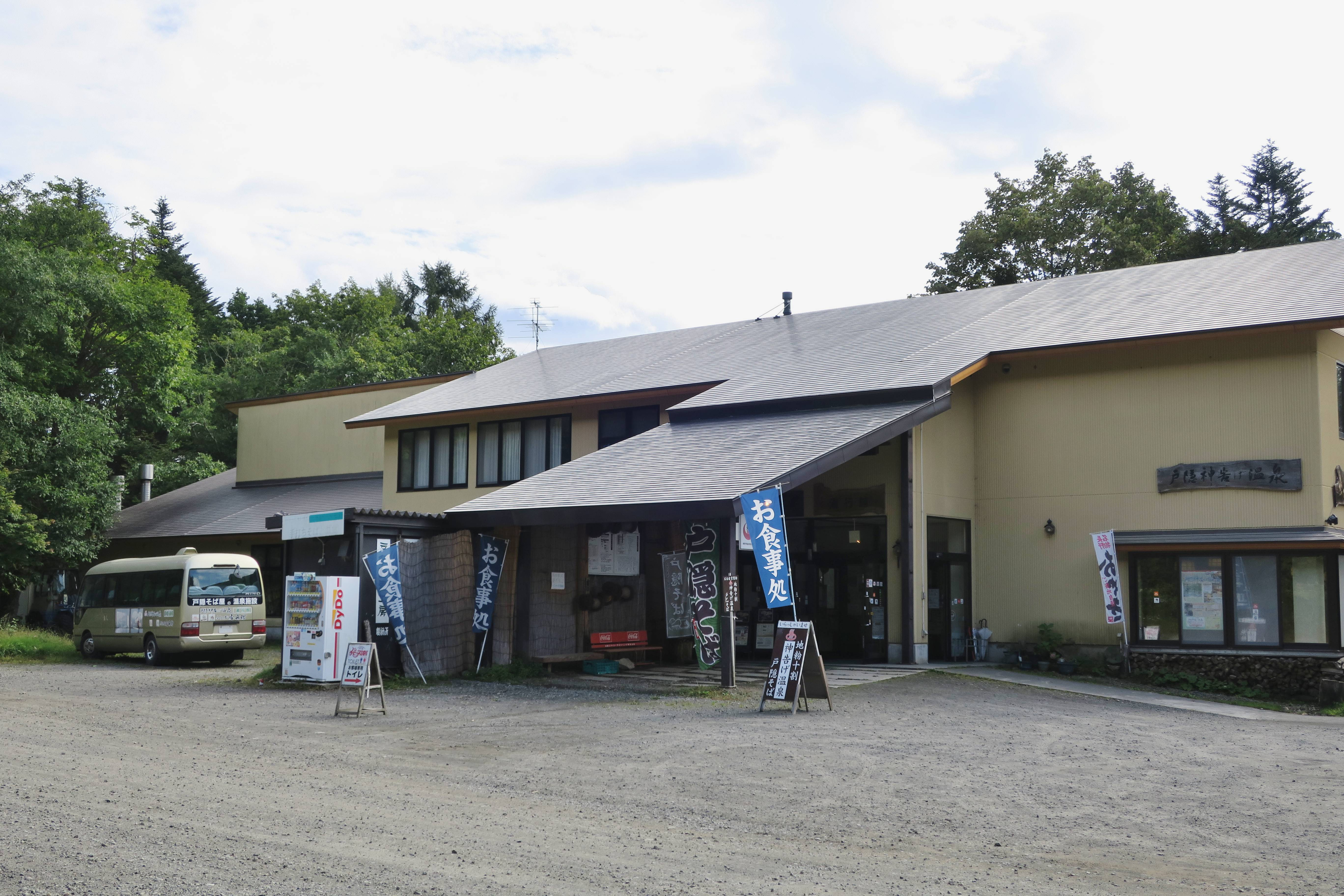
戸隠神告げ温泉 湯行館

  - 戸隠神告げ温泉 湯行館（戸隠3188-18） - 日帰り温泉施設。食事処「安兵衛」併設[65]。
  - 森林囃子（もくもくばやし、戸隠祖山31-1） - 保養所[66]。

- 祭事・催事
  - 戸隠そば祭り - 毎年秋、新そばを戸隠神社に奉納する[67]。
  - 鬼女紅葉祭り - 鬼女・紅葉伝説にちなみ、秋の紅葉の時期に開催。会場は戸隠栃原の荒倉キャンプ場[68]。
  - その他、各神社の例祭については個別の神社の項目を参照。

## 防犯・防災
- 長野市は、裾花川上流（戸隠参宮橋上流）の地区を対象に、約100年に1回の大雨を想定した洪水ハザードマップや[69]、土砂災害ハザードマップを作成・公開している[70]。
- 長野市は、ため池の小鳥ヶ池が決壊した場合を想定したハザードマップを作成・公開している[71]。

### 警察・消防
- 長野中央警察署
- 長野市消防局
  - 戸隠村消防団

## 伝承
- 鬼女・紅葉伝説が伝わる。討伐に赴いた平維茂の放った矢が立ったという「柵神社」や、討たれた紅葉の墓「鬼の塚」、維茂と紅葉を合祀する「大昌寺」といった名所がある[72]。

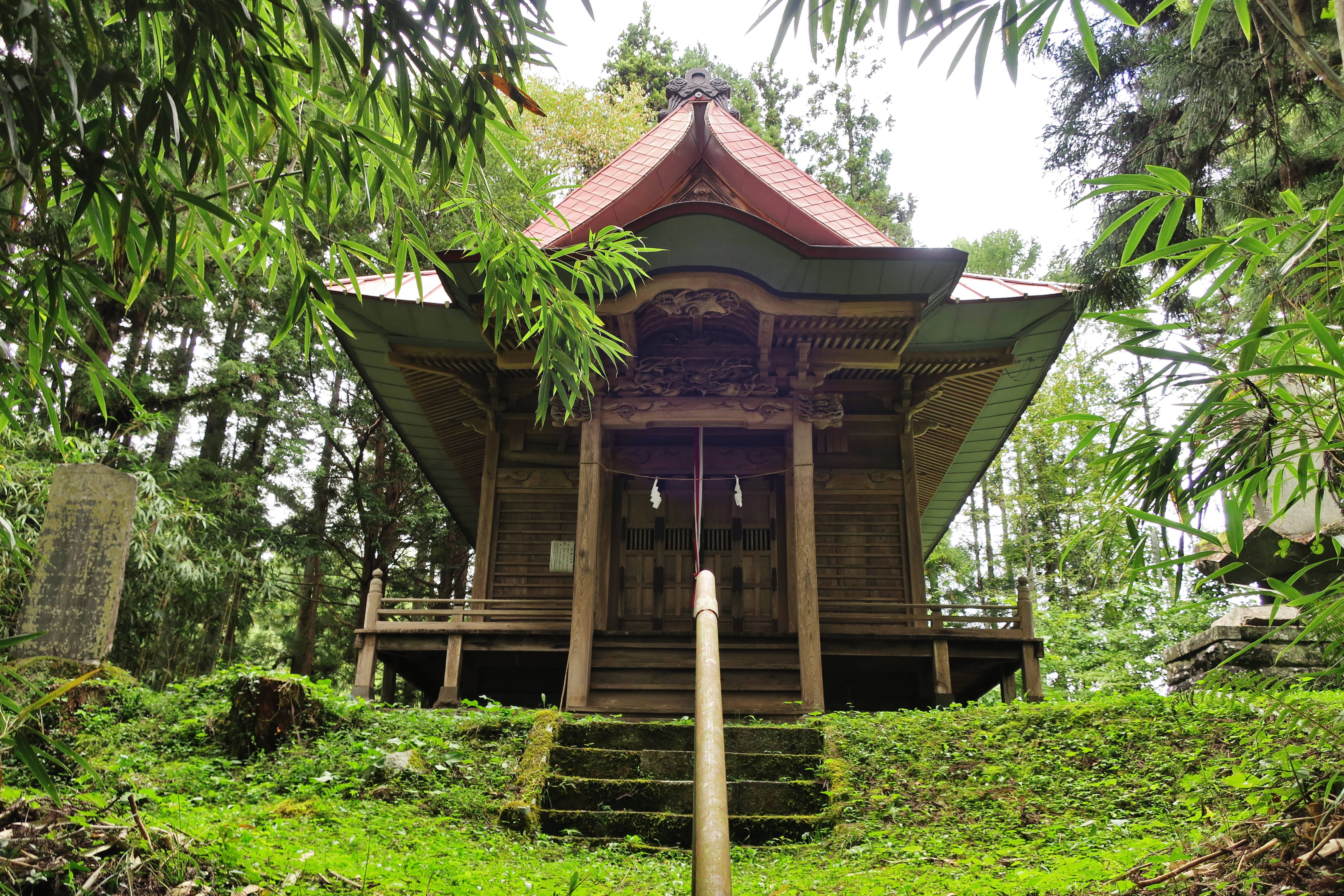
柵神社
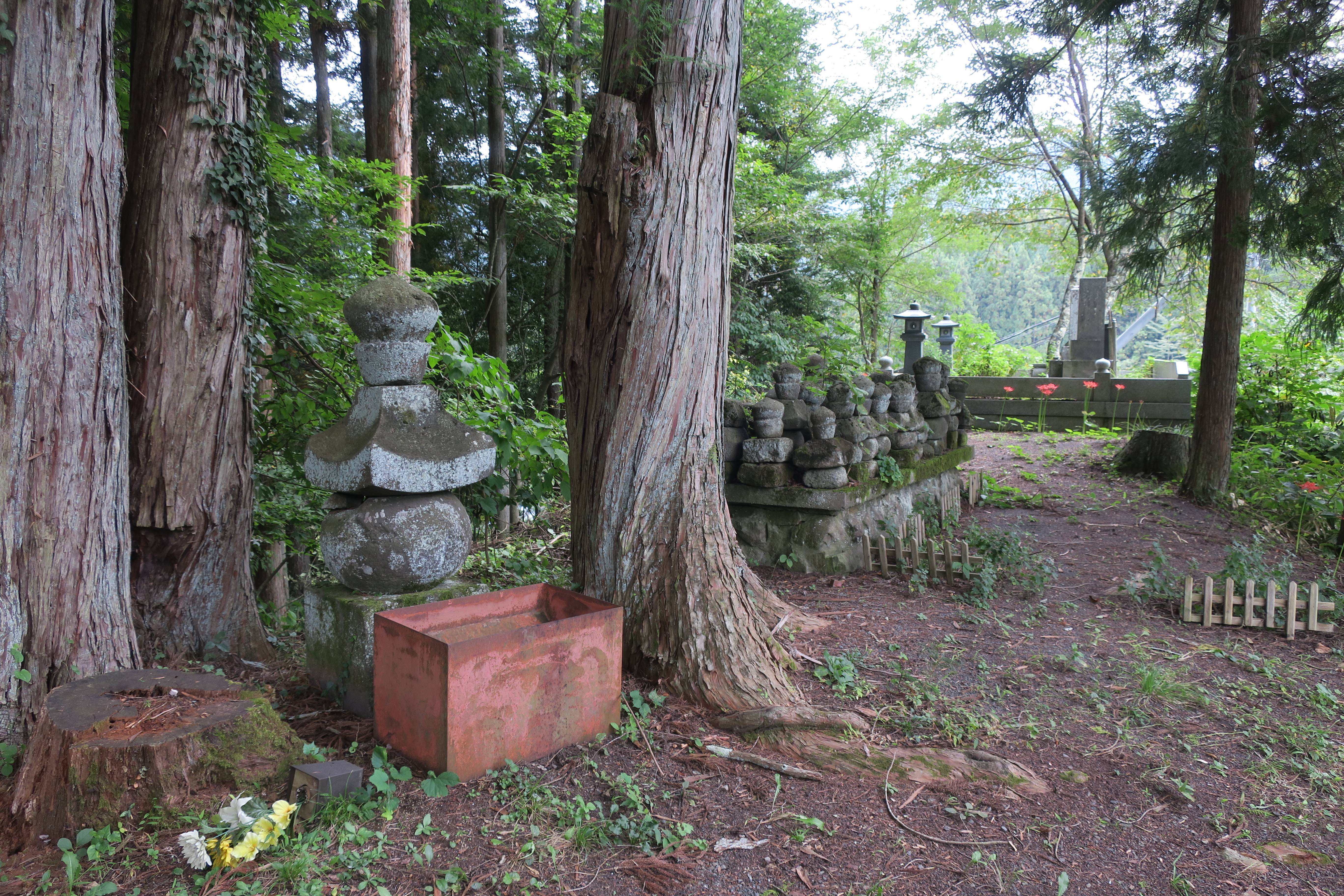
鬼の塚